# Autoroute

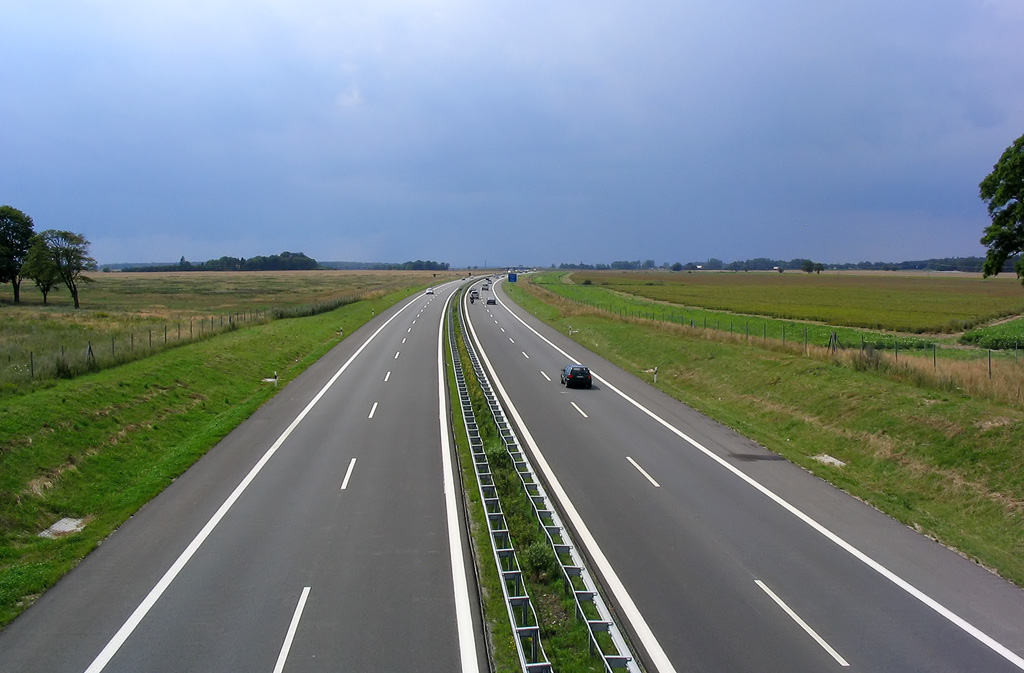
L’autoroute allemande caractérisée par une vitesse libre sur les deux tiers de son kilomètrage (A20), dotée d'un terre-plein central enherbé à deux glissières de sécurité, de deux bandes d’arrêt d’urgence, et de larges talus enherbés limités par une clôture limitant le risque de collisions accidentelles avec de grands animaux.

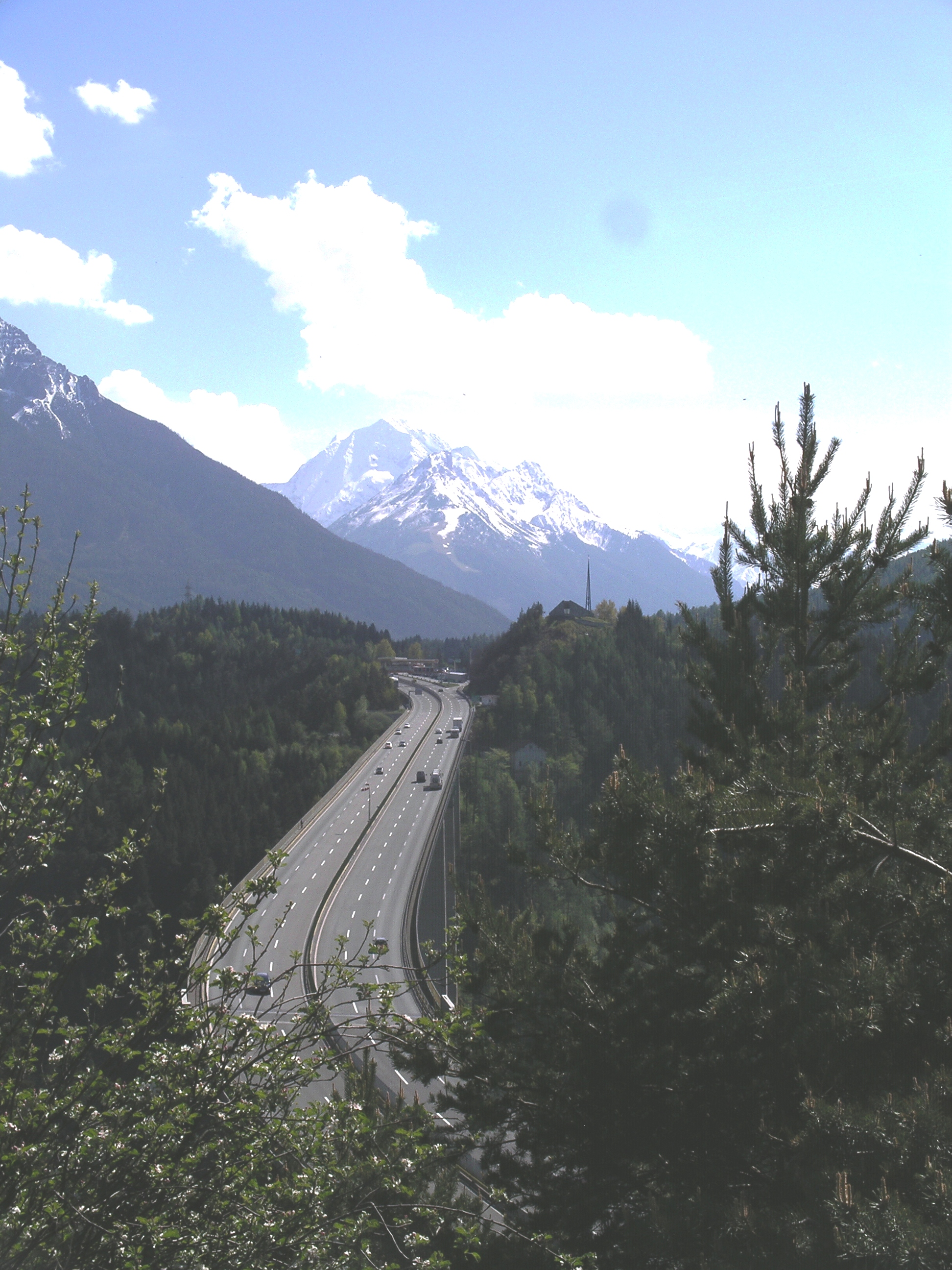
Autoroute en Autriche permettant un passage rapide des Alpes, par des ponts et tunnels.

Une autoroute est une voie de communication routière à chaussées séparées, réservée à la circulation à vitesse élevée des véhicules motorisés (automobiles, motos, camions et autocars). Elle ne comporte aucun croisement à niveau et les deux sens de circulation sont séparés par un terre-plein central ou une glissière de sécurité. La chaussée est bordée sur le côté extérieur par une bande d'arrêt d'urgence (BAU).
Des entrées-sorties sont régulièrement proposées pour passer du réseau routier ordinaire à l'autoroute et réciproquement, ainsi que des aires de repos. Des aménagements spécifiques, appelés échangeurs, permettent de passer d'une autoroute à une autre.
Une définition internationale du concept d'autoroute a été adoptée lors de la convention de Vienne sur la circulation routière ; elle est suivie par de nombreux pays européens, mais certains pays non signataires peuvent avoir une conception différente, basée sur des définitions plus locales, notamment en Amérique du Nord, en Océanie et en Asie.
Dans certains pays, les appellations voie rapide et voie express (ou semi-autoroute en Suisse) semblent plutôt réservées au réseau routier traditionnel, partiellement mis aux normes autoroutières (élargissement de voies, chaussées séparées et déviations d’agglomérations) et partiellement non mis aux normes. L'existence de voie rapide ou de voie express peut parfois être une étape intermédiaire et longue pour passer d'un réseau traditionnel à un réseau autoroutier.
Le concept d'autoroute naît en Allemagne avec l'AVUS en 1909.
La première autoroute au monde (en italien : autostrada), l’autoroute des Lacs, a été construite en Italie en 1924 pour relier Milan à la région des lacs (85 km).
Par analogie, on parle d’autoroutes de l’information pour qualifier les réseaux de communication à haut débit qui permettent l’échange abondant et rapide de données entre systèmes informatiques.

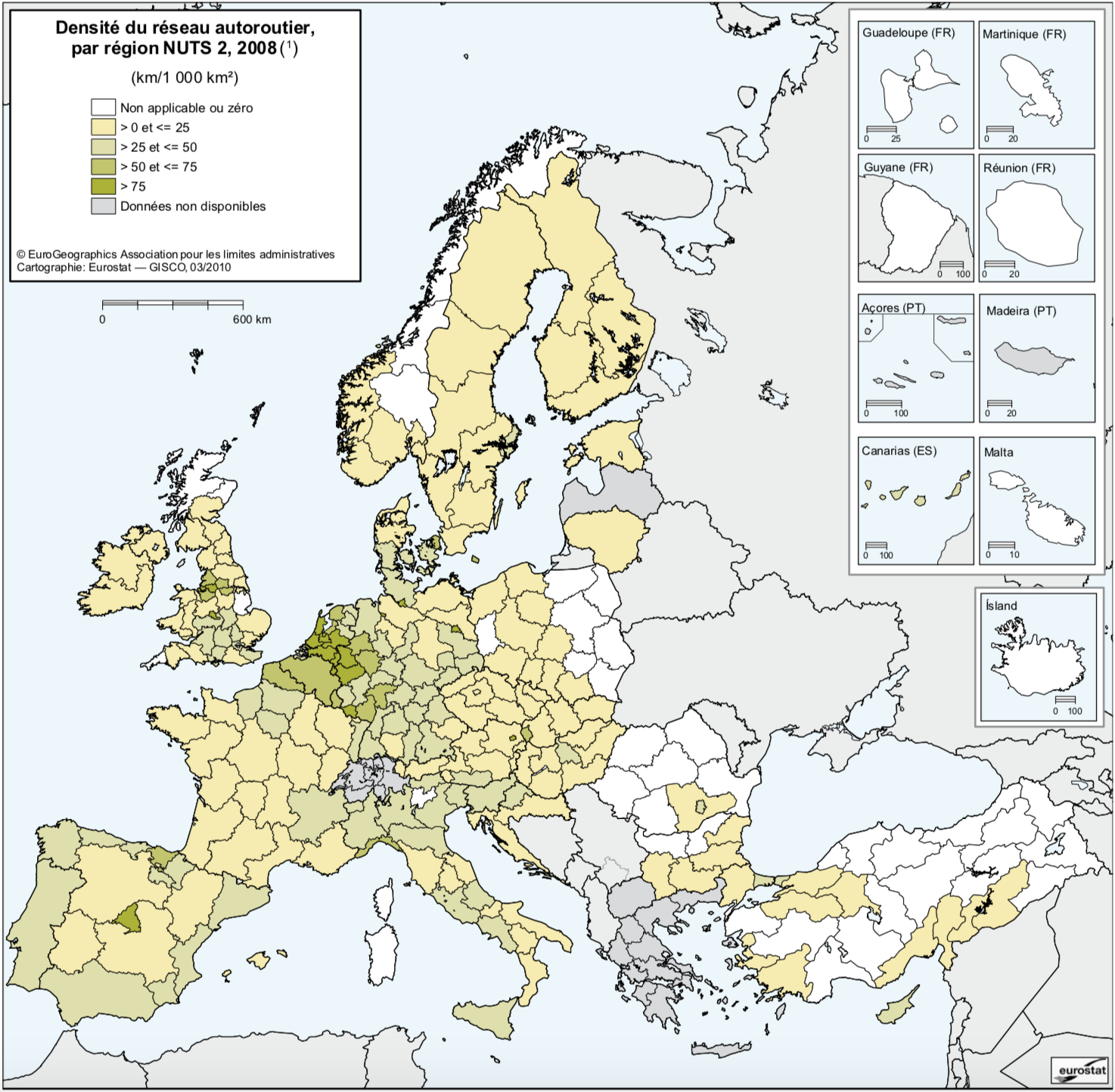
Carte de la densité autoroutière en Europe, selon Eurostat, 2008, montrant que les densités les plus fortes ne sont pas l’apanage des régions des capitales ni des régions aux PIB les plus élevés, mais plutôt des anciennes régions densément peuplées, très industrialisées et/ou portuaires. Certaines de ces mêmes régions (comme le Nord-Pas-de-Calais) peuvent aussi être parmi les plus densément couvertes par les réseaux de canaux et de voies ferrées. Ces régions les moins « enclavées » et a priori les plus attractives en termes de transport ont bénéficié de ce réseau durant les Trente Glorieuses, mais il ne leur a pas permis d’être épargnées par les crises systémiques (minières, sidérurgiques et textiles) qu’elles ont dû affronter des années 1970 à 1990. En outre, ce réseau a été un important facteur de fragmentation écologique et une source de pollution routière diffuse.

## Définition
Chaque pays ou organisation peut définir ses propres standards d'autoroutes. Toutefois, certaines définitions internationales ont été données parfois dans des documents internationaux, ce qui permet d'avoir également des traductions de références de ce mot. Dans d'autres langues, on parle ainsi d'Autobahn (allemand), d'autostrada (italien), ou de motorway (anglais).
Parmi les définitions de référence internationale, on trouve :
| Convention de Vienne sur la signalisation routière | Association mondiale de la route (AIPCR) |
| --- | --- |
| Autoroute Le terme « autoroute » désigne une route qui est spécialement conçue et construite pour la circulation automobile, qui ne dessert pas les propriétés riveraines et qui : 1. Sauf en des points singuliers ou à titre temporaire, comporte, pour les deux sens de la circulation, des chaussées distinctes séparées l’une de l’autre par une bande de terrain non destinée à la circulation ou, exceptionnellement, par d’autres moyens ; 2. Ne croise à niveau ni route, ni voie de chemin de fer ou de tramway, ni chemin pour la circulation de piétons ; 3. Est spécialement signalée comme étant une autoroute. Dans les pays qui appliquent la convention de Vienne, un symbole bleu ou vert (exemple : ) indique l'entrée des autoroutes. La sortie est indiquée par un autre symbole : . | Autoroute Route spécialement conçue et construite exclusivement pour la circulation automobile, qui ne dessert pas les propriétés riveraines et qui : 1. Sauf en des points singuliers ou à titre temporaire, comporte, pour les deux sens de circulation, des chaussées distinctes séparées l'une de l'autre par un terre-plein non circulé ou, exceptionnellement, par d'autres moyens ; 2. Ne croise à niveau ni route ou autoroute, ni voie de chemin de fer ou de tramway, ni chemin pour la circulation de piétons ; 3. Est spécialement signalée et est réservée à certaines catégories de véhicules routiers automobiles. |

Toutefois, ces définitions ont sans doute moins de poids aux États-Unis et en Amérique du Nord, où l'ITE (incluant CITE) a défini, dans la langue anglaise, le terme de freeway.

## Caractéristiques

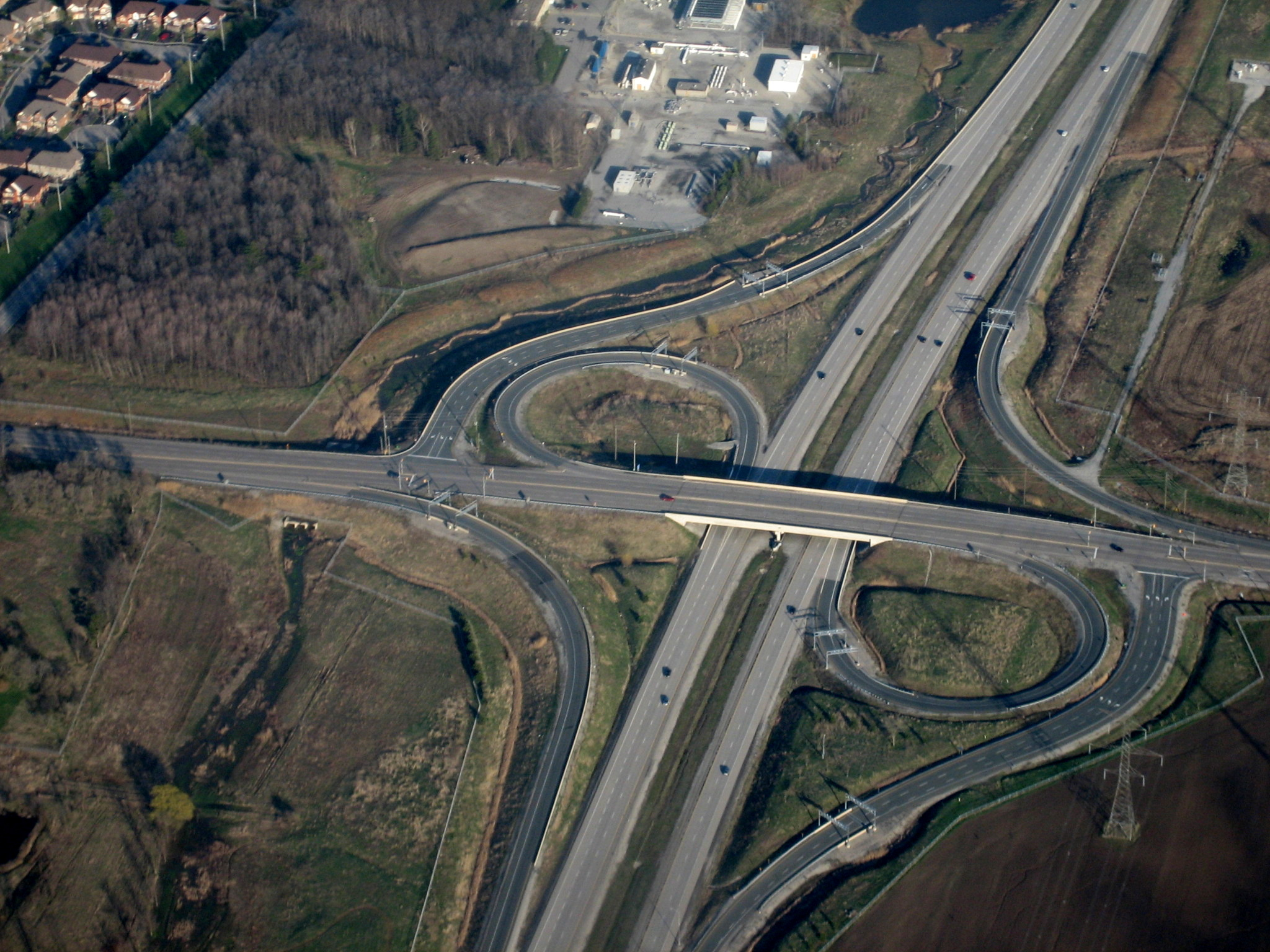
Échangeur autoroutier.

Une autoroute présente plusieurs caractéristiques :
- elle comporte deux chaussées à sens unique, séparées par un terre-plein central (TPC) ou une double glissière de sécurité, ce qui rend très improbables les chocs frontaux ;
- chaque chaussée comporte une ou plusieurs voies de circulation, ainsi qu'une bande d'arrêt d'urgence (BAU) sur le côté extérieur de celle-ci, laquelle est en général également bordée par une glissière de sécurité ou un terre-plein et qui permet de s'arrêter en cas d'urgence sans gêner la circulation. Sur certaines portions réduites, la BAU est inexistante : la vitesse limite est alors abaissée.

Une autoroute peut être équipée de bornes d'appel d'urgence : en France, elles sont disposées tous les 2 000 mètres. Leur utilisation permet aux secours de localiser rapidement l'appelant, ce qui permet à l'usager, en cas de problème mécanique, de demander de l'assistance grâce à ces bornes. Une autoroute ne comporte aucun croisement à niveau, l'accès et la sortie se faisant par des bretelles dont le tracé comporte une partie tangentielle à la chaussée, appelée « voie d'insertion » qui permet au véhicule entrant d'adopter la vitesse du flux de circulation pour pouvoir mieux s'y intégrer (tout en cédant la priorité aux véhicules circulant déjà sur l'autoroute) et « voie de décélération » qui permet au véhicule de ralentir sa vitesse pour quitter l'autoroute, sans gêner la circulation générale. Les croisements entre autoroutes et avec le réseau routier ordinaire se font par des échangeurs.
Cette infrastructure permet de rouler à des vitesses moyennes nettement plus élevées que celles permises sur les routes normales tout en conservant un niveau de sécurité acceptable.
L'autoroute constitue un monde clos au sens propre (délimité par des clôtures) et dispose de services aux automobilistes : station-service, aires de repos, restaurants appelés « restoroutes ».
On distingue également les notions d'autoroutes, d'autoroutes urbaines, de voies rapides, et de voies rapides urbaines.

## Histoire
Le concept d'autoroute a été inventé progressivement. La première route pouvant peut-être s'apparenter en partie aux autoroutes modernes à accès contrôlé a vu le jour au cours de la première moitié du XXe siècle. La Long Island Motor Parkway (en) à Long Island, ouverte en 1908 en tant qu'entreprise privée, a été la première route à accès limité au monde. Elle comportait de nombreuses caractéristiques modernes, notamment des virages en épi, des glissières de sécurité et un goudron en béton armé.
Mais, pour l'essentiel, les autoroutes modernes à accès contrôlé ont vu le jour au début des années 1920 en réponse à l'augmentation rapide de l'utilisation de l'automobile, à la demande de déplacements plus rapides entre les villes et à l'amélioration des procédés, techniques et matériaux de réalisation des axes routiers. Ces premières routes à grande vitesse étaient appelées « autoroutes doubles » (« dual highway ») et, bien que divisées, elles ne ressemblaient guère, encore, aux autoroutes modernes.
L'Automobil-Verkehrs- und Übungs-Straße GmbH ou AVUS, à proximité de Berlin, construite en 1921 est initialement un circuit d'essai pour prototypes. Puis elle est ouverte à la circulation publique comme autoroute à accès contrôlé et péage.
Un autre projet pionnier d'autoroute à deux voies, imaginée dès le départ pour la circulation publique, est ouverte en Italie en 1924, entre Milan et Varèse. Elle est conçue par l'ingénieur Piero Puricelli, et inaugurée en présence de Victor-Emmanuel III. Elle fait désormais partie des autoroutes italiennes A8 (Autostrada A8 (it)) et A9 (Autostrada A9 (it)). Cette autoroute, bien que divisée, ne comportait encore qu'une seule voie dans chaque direction et ne disposait d'aucun échangeur.
À peu près à la même époque, à New York, en 1924, la Bronx River Parkway (en) est ouverte à la circulation. La Bronx River Parkway est la première route d'Amérique du Nord à utiliser un terre-plein central pour séparer les voies opposées. Elle est construite à travers un parc, et là où les rues se croisent sur des ponts,. La Southern State Parkway (en) est ouverte en 1927, tandis que la Long Island Motor Parkway est fermée en 1937 et remplacée par la Northern State Parkway (en) (ouverte en 1931) et la Grand Central Parkway contiguë (ouverte en 1936).
En Allemagne, la construction de l'Autobahn Bonn-Cologne commence en 1929, durant la République de Weimar, le régime politique ayant précédé le régime nazi, et est inaugurée en 1932 par Konrad Adenauer, alors maire de Cologne.
En France, la concrétisation d'une amorce d'un réseau autoroutier est plus longue. Une première étude pour une autoroute, en Île-de-France, est réalisée dès 1927 et déclarée d'utilité publique en 1935 mais, à cause de la Seconde Guerre mondiale, la première autoroute de France n'est ouverte que le 9 juin 1946 entre Saint-Cloud et Orgeval (Yvelines), soit une vingtaine de kilomètres.

## Coûts
|            | Hors zone urbaine, facile (réalisée) | Hors zone urbaine, facile (projet) | Site très difficile               | Zone urbaine                        |
| Espagne    | 1,9                                  |                                    | × 2,6                             | 3,8                                 |
| Italie     | 7,5                                  | 12,5                               | × 4                               | 25-35 (achevées), 35-45 (en projet) |
| Wallonie   | 2,3                                  | 2,6                                |                                   |                                     |
| Danemark   | 2,4                                  | 2,7                                |                                   |                                     |
| Suède      | 2,9                                  |                                    | × 2,4                             | 5,8                                 |
| France     | 4,8                                  | 5,2                                | × 2,4 (achevées), × 4 (en projet) | 13,9                                |
| Allemagne  | 5,3                                  | 6,4                                | × 2                               | 10,6-42,4                           |
| Portugal   | 1,8                                  |                                    | × 2,8                             |                                     |
| Luxembourg | 9,3                                  |                                    | × 1,9                             | 8,8                                 |
| Suisse     | 13,1                                 |                                    | × 6,4                             | 65,7                                |
| Finlande   |                                      |                                    |                                   | 3,3                                 |

Selon le Service d'études sur les transports, les routes et leurs aménagements (Sétra), un kilomètre d'autoroute coûte en France environ 6,2 millions d'euros ; coût auquel il faut ajouter celui de l'entretien (de 70 000 à 100 000 euros/an et par km) et de la surveillance. Selon les autoroutiers, le coût de construction d'une autoroute est compris entre 5 et 9 millions d'euros par kilomètre, mais d'après le site info-autoroute.com, il pourrait atteindre « les 25 millions d'Euros (160 MF) du km sur certaines sections ».
Les autoroutes les plus chères d'Europe sont celles construites dans les reliefs de la Suisse, avec un coût de 65 millions d'euros au kilomètre. Le Duplex A86 entre Rueil Malmaison et Versailles avec ses 10 km pour un coût de 2,4 milliards d'euros (soit 244 millions d'euros du kilomètre) est l'autoroute la plus chère de France. [réf. nécessaire].
Trois systèmes de tarification existent en Europe :
- autoroutes à péage : France, Espagne, Italie, Pologne[16] ;
- autoroutes à vignette : Suisse, Autriche, République tchèque, Hongrie, Roumanie, Bulgarie[16] ;
- autoroutes subventionnées par la collectivité : Allemagne, Pays-Bas, Belgique, Suède, Finlande, France[16].

L'une des autoroutes les plus chères d'Europe à 26 millions d'euros par kilomètre est construite par la Chine sur la partie de la route européenne 763 traversant Monténégro : l’État monténégrin doit payer l'autoroute avant que celle-ci ne soit achevée ; en cas de non-paiement, le contrat prévoit que la Chine peut demander le paiement de l'intégralité du crédit de manière anticipée, y compris des terres de compensation, avec pour seule autorité d'arbitrage la justice chinoise.

## Signalisation
Au niveau mondial, des pictogrammes distinctifs sont utilisés pour désigner la plupart des différents systèmes d'autoroutes.

### Pictogrammes
En Amérique du Nord, au Brésil, en Corée du Sud et en Australie (partiellement), les pictogrammes autoroutiers ont la forme d'un bouclier stylisé, incluant le numéro de l'autoroute et parfois d'autres informations comme, au Canada, le nom de la province traversée. Par exemple, bleu avec un entête rouge représentant un viaduc enjambant une autoroute dans le cas du Québec pour représenter le système provincial d'autoroutes.

Québec
États-Unis
Mexique
Brésil
Corée du Sud
Australie

En Europe et dans la plupart des pays du monde, les pictogrammes utilisés sur les différents réseaux autoroutiers pour représenter le type de réseau ont la même symbologie : deux bandes entrecoupées d'un pont sur fond uni de forme rectangulaire ou carrée. Ces pictogrammes d'entrée et de sortie d'autoroute sont en effet deux des signaux définis par la Convention de Vienne sur la signalisation routière signée notamment par des pays européens.
En France, le panneau C207 est carré. Il annonce le début d’une section d’autoroute et donc le début de l’application des règles particulières de circulation sur autoroute.

Afrique-du-Sud
Allemagne et Algérie
Belgique
Chili
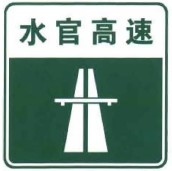
Chine
Espagne et Bolivie[18]
France, Tunisie et Maroc
Hong Kong
Indonésie
Israël
Italie, Albanie et Croatie
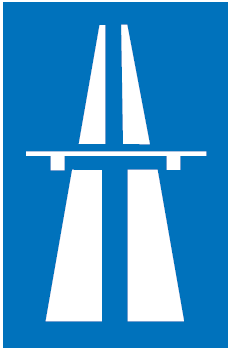
Luxembourg
Pays-Bas
Royaume-Uni et Iran
Russie
Suède
Suisse

En dehors des boucliers et du pictogramme européen, une grande variété de signes existent.

Nouvelle-Zélande
Japon
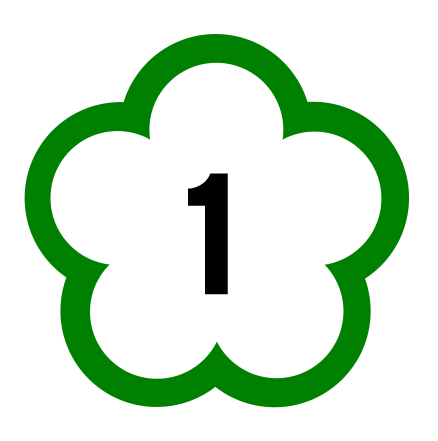
Taïwan

D'autres pictogrammes sont utilisés sur autoroutes annonçant les barrières de péage, les refuges, les aires de repos ou les aires de services, etc. Certains sont définis dans la convention de Vienne, dans la catégorie Signaux d’information, d’installation ou de service.

### Panneaux autoroutiers

Couleur des panneaux autoroutiers en Europe.

Dans la plupart des pays du monde, les panneaux directionnels de l'ensemble des réseaux autoroutiers sont bleus ou verts selon les pays, ces deux couleurs étant autorisées par la Convention de Vienne de 1968.
La taille des panneaux est adaptée à la vitesse, afin qu'ils puissent être lus de loin.

### Visibilité des intervenants
Les personnels intervenant sur les autoroutes (personnels des sociétés d'exploitation, sapeurs-pompiers, police, ouvriers des travaux publics…) doivent avoir une tenue à haute visibilité. Dans l'Union européenne, les vêtements doivent suivre la norme EN 471 ; les vêtements doivent avoir au minimum :
- 0,80 m2 de surface fluorescente (en général jaune ou orange fluo), soit 80 dm2 ou 8 000 cm2 ;
- 0,20 m2 de surface rétroréfléchissante (en général sous la forme de quatre bandes de 5 cm de haut, deux aux jambes et deux sur la veste), soit 20 dm2 ou 2 000 cm2.

Dans certains pays, les patrouilles et rondes des compagnies d'assistance ou d'automobile club ont aussi des couleurs facilement repérables…

## Limitations de vitesse
Par construction et par conception une autoroute autorise des vitesses supérieures à une route ordinaire.
| Limite (km/h)             | Pays                | Notes |
| ------------------------- | ------------------- | --- |
| Sans ou limite temporaire | Allemagne           | Pas de limitation générale sur 66,5 % des tronçons autoroutiers allemands (8 600 km). Parmi ces 66,5 %, environ 15 % est à limite variable/temporaire (entre 80 et 120 km/h, plus rarement 140 km/h), soit 2 000 km. Dans tous les cas la vitesse conseillée est de 130 km/h. En zone urbaine le réseau est généralement limité à 120 km/h ou à 100 km/h, soit sur 33,5 % du réseau (4 350 km). Jugement du BGH du 17 mars 1992 - VI ZR 62/91. |
| Sans ou limite temporaire | Colombie            | Vitesse non limitée sur autoroutes, 100 km/h en afueras, 80 km/h en zones urbaines. |
| 140                       | Bulgarie            | |
| 140                       | Pologne             | |
| 130                       | Afrique du Sud      | |
| 130                       | Autriche            | Les sections de test limitées à 140 km/h ont pris fin en mars 2020. |
| 130                       | Bosnie-Herzégovine  | |
| 130                       | Chine               | 130 à 100 km/h selon les provinces. |
| 130                       | Croatie             | |
| 130                       | Danemark            | |
| 130                       | États-Unis          | 75 à 80 mph selon l'État, soit 121 à 129 km/h. |
| 130                       | France              | 110 km/h par temps de pluie ainsi que pour les jeunes conducteurs, 50 km/h si visibilité inférieure à 50 mètres. |
| 130                       | Grèce               | |
| 130                       | Hongrie             | |
| 130                       | Îles Féroé          | |
| 130                       | Italie              | 110 km/h par temps de pluie, 150 km/h suivant signalisation et concessions (jamais appliqué) [réf. nécessaire]. |
| 130                       | Lituanie            | 110 km/h en hiver. |
| 130                       | Luxembourg          | 110 km/h par temps de pluie. |
| 130                       | Pays-Bas            | 100 km/h en journée (entre 6h et 19h), limite de 130 km/h la nuit (entre 19 h et 6 h). En zone urbaine, toujours 100 km/h. |
| 130                       | République tchèque  | La vitesse maximale passera à 150 km/h à compter du 1er janvier 2024, sur certains tronçons. |
| 130                       | Roumanie            | |
| 130                       | Serbie              | 60 km/h en cas de neige |
| 130                       | Slovaquie           | |
| 130                       | Slovénie            | |
| 130                       | Ukraine             | |
| 120                       | Algérie             | |
| 120                       | Azerbaïdjan         | |
| 120                       | Belgique            | 120 km/h sur les autoroutes et voies express, 90 km/h en cas de pic de pollution. |
| 120                       | Biélorussie         | 120 km/h sur les autoroutes principales, 90 km/h sur toutes les autres. |
| 120                       | Chili               | 120 km/h sur autoroutes en zones rurales, 80–100 km/h sur autoroutes en zones urbaines. |
| 120                       | Côte d'Ivoire       | 60 / 90 / 120 km/h |
| 120                       | Émirats arabes unis | 140 km/h dans l'émirat d'Abou Dabi, sauf sur l'autoroute E66 reliant Dubai à Al Ain (120 km/h). 120 km/h dans le reste du pays. 100 km/h en zones urbaines avec zones limités à 80 km/h. |
| 120                       | Espagne             | 120 km/h sur la majorité des autoroutes en zone rurale. |
| 120                       | Finlande            | 100 km/h en hiver. |
| 120                       | Iran                | |
| 120                       | Irlande             | |
| 120                       | Japon               | 80 km/h, 100 km/h ou 120 km/h |
| 120                       | Macédoine           | |
| 120                       | Maroc               | 120 km/h pour les voitures légères en général, avec des limitations de vitesse inférieures dans certains tronçons et/ou pour certains types de véhicules. |
| 120                       | Monténégro          | |
| 120                       | Oman                | |
| 120                       | Portugal            | |
| 120                       | Suisse              | 100 km/h pour les autocars, 80 km/h pour les camions ainsi que tous les véhicules avec remorque. Limitations de vitesses particulières (100 km/h ou 80 km/h) selon la configuration du lieu : tunnel, autoroute en agglomération, échangeur autoroutier, etc. |
| 120                       | Turquie             | |
| 120                       | Viêt Nam            | |
| 110                       | Canada              | Selon les provinces : 120 km/h en Colombie-Britannique, 110 km/h au Nouveau-Brunswick, en Alberta, au Manitoba, en Nouvelle-Écosse et en Saskatchewan. 100 km/h en Ontario, au Québec et à Terre-Neuve. |
| 110                       | Estonie             | 90 km/h en hiver. |
| 110                       | Israël              | [ 22 ] |
| 110                       | Japon               | 80 km/h, 100 km/h sur quelques-unes, 110 km/h sur d'autres. |
| 110                       | Mexique             | |
| 110                       | Moldavie            | |
| 110                       | Royaume-Uni         | 70 mph, ce qui correspond à 113 km/h. |
| 110                       | Russie              | |
| 110                       | Suède               | 120 km/h sur certaines portions autoroutières. |
| 110                       | Tunisie             | 90 km/h en cas de pluie. |
| 100                       | Chypre              | |
| 100                       | Lettonie            | |
| 100                       | Norvège             | De rares portions sont limitées à 110 km/h. |
| 100                       | Pays-Bas            | 100 km/h en journée (entre 6h et 19h), limite de 130 km/h la nuit (entre 19 h et 6 h) |
| 90                        | Arménie             | |
| 90                        | Islande             | 90 km/h sur la voie rapide Reykjavik/Keflavik, 80 km/h en zone urbaine. |
| 90                        | Kazakhstan          | |

## Par continents

### Afrique
- Liste des autoroutes de la Côte d'Ivoire
- Liste des autoroutes de la Guinée
- Liste des autoroutes de la Guinée-Équatoriale
- Liste des autoroutes du Nigéria
- Liste des autoroutes de l'Algérie
- Liste des autoroutes du Maroc
- Liste des autoroutes du Sénégal
- Liste des autoroutes du Cameroun
- Liste des autoroutes de la Tunisie

### Amérique du Nord

#### Canada

Panneau de l'autoroute 20

Au Canada, la gestion des autoroutes relève des autorités provinciales. Cela dit, il arrive que dans certaines provinces, les autoroutes soient peu développées tandis que dans d'autres, elles le sont. Aussi, le type de numérotation et l'icône varie grandement avec les provinces. Les autoroutes ontariennes sont numérotées entre 400 et 499. Elles sont généralement limitées à 100 km/h et la plupart sont gratuites, à l'exception de l'autoroute 407.
Au Québec, la classification d'une route en autoroute ne correspond pas à une norme établie (contrairement à ce qui se fait en Europe) : le gouvernement classe les routes au cas par cas en autoroute selon la Loi sur la voirie : « Le gouvernement peut, par décret, identifier les autoroutes de l'État. Il peut, de la même manière, déclarer qu'une route est une autoroute. Cette route devient alors, sans indemnité, la propriété de l'État à compter de la publication de ce décret à la Gazette officielle du Québec ».
Le système d'autoroutes dans la province de Québec est un réseau qui fonctionne selon le même principe que le système Interstate highway aux États-Unis. Les autoroutes sont l'épine dorsale du système routier du Québec, qui comporte près de 20 000 kilomètres de routes. La limite de vitesse sur les autoroutes du Québec est de 100 km/h (60 km/h minimum) dans les secteurs ruraux et de 70 km/h à 90 km/h dans les secteurs urbains. Les autoroutes sont identifiées par les boucliers bleus et rouges et au-dessus, une image rouge représentant un pont qui croise une route. Les autoroutes du Québec sont numérotées de 1 à 99 dans le cas de principaux itinéraires, et de 400 à 999 dans le cas des itinéraires secondaires ou de déviation. Les itinéraires sont conçus pour que les camions puissent éviter les secteurs urbains. Dans le cas des itinéraires de déviation, le préfixe de centaines est pair (400, 600 ou 800), tandis que les itinéraires collecteurs ont des préfixes impairs (500, 700 ou 900). Un itinéraire de déviation sert à offrir un trajet alternatif qui évite un centre urbain, par exemple, alors qu'un itinéraire collecteur sert à relier un secteur à une autoroute principale. Par exemple, l'A-40 est un itinéraire principal, l'A-640 est un itinéraire de déviation, et l'A-740 est un itinéraire collecteur liant l'A-40 aux autres autoroutes.
Les autoroutes impaires vont du sud au nord et sont numérotées en partant de l'ouest (ex.: l'A-5 en Outaouais est la plus à l'ouest et l'A-85 dans le Bas-Saint-Laurent est la plus à l'est), alors que les autoroutes paires vont de l'ouest à l'est et sont numérotées en partant du sud (ex.: l'A-10 entre Montréal et Sherbrooke est la plus au sud et l'A-70 au Saguenay–Lac-Saint-Jean est la plus au nord) exactement sur le même principe que les Interstate américains. Les autoroutes sont aussi identifiées en utilisant leur nom, par exemple, une section de l'A-15 à Montréal est communément appelée « autoroute Décarie ».

#### États-Unis

Panneau de l'Interstate 20

Les premières autoroutes aux États-Unis sont apparues dans l'agglomération new-yorkaise durant les années 1920 et 1930 ; les premières autoroutes interurbaines sont la Merritt Parkway, dans le Connecticut, et le Pennsylvania Turnpike (le trajet de Carlisle à Irwin), les deux ouvertes en 1940. L'Arroyo Seco Parkway qui relie Pasadena à Los Angeles s'est ouverte en 1941. C'est à la fin des années 1950 que l'Interstate Highway System est mise en chantier. Il offre un réseau d'autoroutes gratuites entre les principales villes du pays.
Les autoroutes inter-urbaines aux États-Unis comprennent, d'habitude, deux voies pour chaque sens. Dans les grandes villes, les voies se multiplient. Certaines autoroutes urbaines ont des voies expresses où l'accès est plus limité et où les camions sont fréquemment interdits. Quelques-unes ont des voies expresses qui sont partagées par les deux sens et sont réservées aux voitures qui entrent au centre-ville le matin et les voitures sortantes le soir (exemple : l'autoroute Kennedy à Chicago).
Les autoroutes américaines sont numérotées selon la direction qu'elles suivent et le lieu où elles se trouvent. Les numéros inférieurs se trouvent dans le Sud et dans l'Ouest du pays, et les numéros impairs indiquent les autoroutes de direction nord-sud, et les numéros pairs indiquent les autoroutes de direction est-ouest.

#### Mexique
Au Mexique, les autoroutes sont appelées « Autopistas » et sont payantes. En milieu urbain, ces dernières prennent le nom de « Libramiento », ces tronçons sont limités à 80 km/h et comprennent entre deux et quatre voies dans chaque sens. En revanche, en milieu rural, les autopistas sont limitées à 110 km/h et sont rarement composées de plus de deux voies dans chaque sens.

### Amérique du Sud
- Liste des autoroutes de l'Argentine
- Liste des autoroutes du Brésil
- Liste des autoroutes du Chili

### Asie
- Liste des autoroutes de la Chine
- Liste des autoroutes de la Corée du Sud
- Liste des autoroutes du Japon & Transport routier au Japon
- Liste des autoroutes de l'Inde
- Liste des autoroutes du Liban
- Liste des autoroutes de la Malaisie
- Liste des autoroutes de la Syrie
- Liste des autoroutes des Émirats arabes unis

En Corée, la politique d'aire de repos et de service autoroutière a été d'intercaler entre les aires de service (chaque 40 kilomètres) des aires de repos (chaque 19,4 kilomètres) pour réduire l'accidentologie liée à la fatigue de 15 % et pour les accidents tueurs de 38 %.

### Europe
En Europe, les concessionnaires d'autoroutes sont très nombreux. En France, le réseau ASF est le premier concessionnaire français, et en Europe, il se situe au deuxième rang après l'entreprise italienne Autostrade per l'Italia.
Les réseaux autoroutiers européens sont constitués sur des bases nationales.
Dans la plupart des pays d'Europe, les autoroutes sont classées dans des catégories séparées, avec un numéro préfixé par une lettre : A en France, Allemagne, Italie, Suisse, Pays-Bas et Belgique ; M au Royaume-Uni et en Irlande. En Suède, en Finlande, en Lituanie, en Norvège, en Russie, en Biélorussie et au Danemark, toutefois, le numéro d'une route indique son importance plutôt que son format : une route normale de même importance qu'une autoroute suivra le même schéma de numérotation.
La notion de route européenne peut s'ajouter à ces différentes numérotations.
- Liste des autoroutes de l'Allemagne
- Liste des autoroutes de l'Autriche
- Liste des autoroutes de la Belgique
- Liste des autoroutes de la Biélorussie
- Liste des autoroutes de Chypre
- Liste des autoroutes de la Croatie
- Liste des autoroutes du Danemark
- Liste des autoroutes de l'Espagne
- Liste des autoroutes de la France
- Liste des autoroutes de la Grèce
- Liste des autoroutes de la Hongrie
- Liste des autoroutes de l'Italie
- Liste des autoroutes de l'Irlande
- Liste des autoroutes du Luxembourg
- Liste des autoroutes des Pays-Bas
- Liste des autoroutes de la Pologne
- Liste des autoroutes du Portugal
- Liste des autoroutes de la République tchèque
- Liste des autoroutes de la Roumanie
- Liste des autoroutes du Royaume-Uni
- Liste des autoroutes de la Serbie
- Liste des autoroutes de la Slovaquie
- Liste des autoroutes de la Suède
- Liste des autoroutes de la Suisse
- Liste des autoroutes de la Turquie

#### Allemagne

##### Histoire

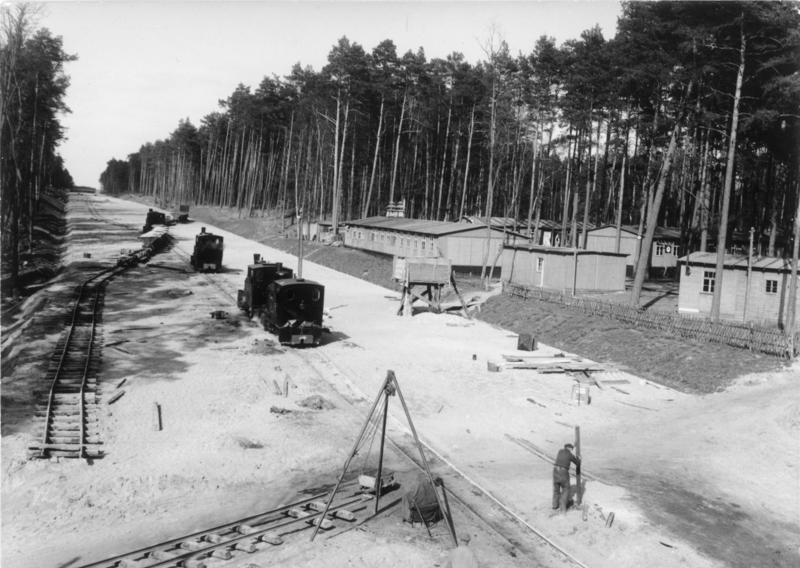
Construction d'une autoroute à Berlin, en 1936.

En Allemagne, les Autobahnen furent d'abord conçues, planifiées et construites dans un cadre limité pendant la république de Weimar à la fin des années 1920, sur imitation de l'exemple italien, mais à part l’AVUS à Berlin on ne dépassa pas le stade des projets à cause des problèmes économiques et du manque de soutien politique. L’un des projets d'initiative privée, HaFraBa, qui prévoyait une « route réservée aux voitures » (le terme « Autobahn » ne fut créé qu’en 1929) traversant l’Allemagne du nord au sud depuis Hambourg jusqu'à Bâle en Suisse en passant par Francfort.
Quelques jours après la prise du pouvoir par les nazis en 1933, Adolf Hitler adopta avec enthousiasme un projet de construction d’autoroutes et nomma Fritz Todt comme inspecteur général. Rapidement, plus de 100 000 personnes furent mobilisées partout en Allemagne dans l'Organisation Todt. Non seulement elle procurait des emplois, mais elle améliorait l'infrastructure nécessaire pour les efforts de rétablissement économique ; le projet fut aussi un grand succès de propagande. Un autre but était de renforcer le centralisme et l'unité nationale.
Le cinéaste Veit Harlan déclare à ce sujet :

« J’ai entendu Hitler parler de façon fort pertinente, d’autoroutes. Il faisait des croquis de croisements et d'échangeurs qui, aujourd'hui, nous paraissent tout naturels alors qu’à cette époque ils étaient sans précédent. Il parlait aussi du danger de la monotonie des autoroutes qui risquait de faire sombrer les conducteurs dans l’assoupissement et il proposait des solutions pour remédier à cet écueil. Il ne voulait pas entendre parler de radio à l'intérieur des véhicules. La limitation de vitesse, à son avis, augmentait le péril du sommeil au volant. »

La première section, de Francfort à Darmstadt, fut ouverte en 1935. Les lignes droites furent utilisées pour établir des records de vitesse par les équipes de course de grand prix de Mercedes-Benz et Auto Union jusqu'à l'accident fatal du populaire coureur allemand Bernd Rosemeyer au début de 1938. Pendant la Seconde Guerre mondiale, les Autobahn furent utilisées comme aérodromes auxiliaires, les avions étant garés dans les nombreux tunnels ou camouflés dans des bois avoisinants.
Pendant la guerre, de nombreuses sections étaient très endommagées par les bombardements alliés. Dans la partie occidentale, elles furent rapidement réparées, mais dans la zone orientale, contrôlée par les Soviétiques et le gouvernement polonais, elles furent négligées et restèrent longtemps des ruines à l'exception des trois corridors de transit entre la RFA et Berlin-Ouest. Dans les années 1980, fut mise en place une politique consistant à équiper la RFA de manière que chaque ménage soit situé à moins de 10 km d'une bretelle d’accès. Après la réunification, les efforts se sont portés sur la partie orientale (ex-RDA).

##### Densité actuelle
En 2010, le réseau était long de 11 980 km, se classant troisième derrière celui de la Chine et celui des États-Unis. Sur une grande partie du réseau, la vitesse n'est pas limitée, sauf lorsque les conditions climatiques sont difficiles ou la circulation très dense ; la vitesse est également limitée à proximité des grandes agglomérations ou en cas de nuisances sonores pour les riverains. Certaines sections sont à trois voies, plus une voie d’urgence, voire à quatre voies — par exemple la A5 au sud de Francfort —, mais il reste encore quelques rares sections sous leur forme originale à deux voies sans voies d’urgence et avec des rampes d'accès très courtes. Les autoroutes allemandes sont gratuites pour les voitures particulières. Depuis le 1er janvier 2005, les poids lourds doivent payer pour avoir le droit de les emprunter, l'objectif étant de les faire contribuer au financement de l'entretien et de l'extension du réseau.

##### Encombrement et vitesse de circulation
En absence de limitation précisée, aucune vitesse maximum n'est fixée sur autoroute. Cette absence de limitation de vitesse concerne 66,5 % du réseau sur les 11 980 kilomètres de réseau autoroutier que compte le pays.
En principe, les véhicules lourds ne peuvent engager un dépassement et doubler un autre véhicule si leur vitesse n'est pas supérieure d'au moins 20 km/h à celle du véhicule de la voie de droite.

#### Belgique

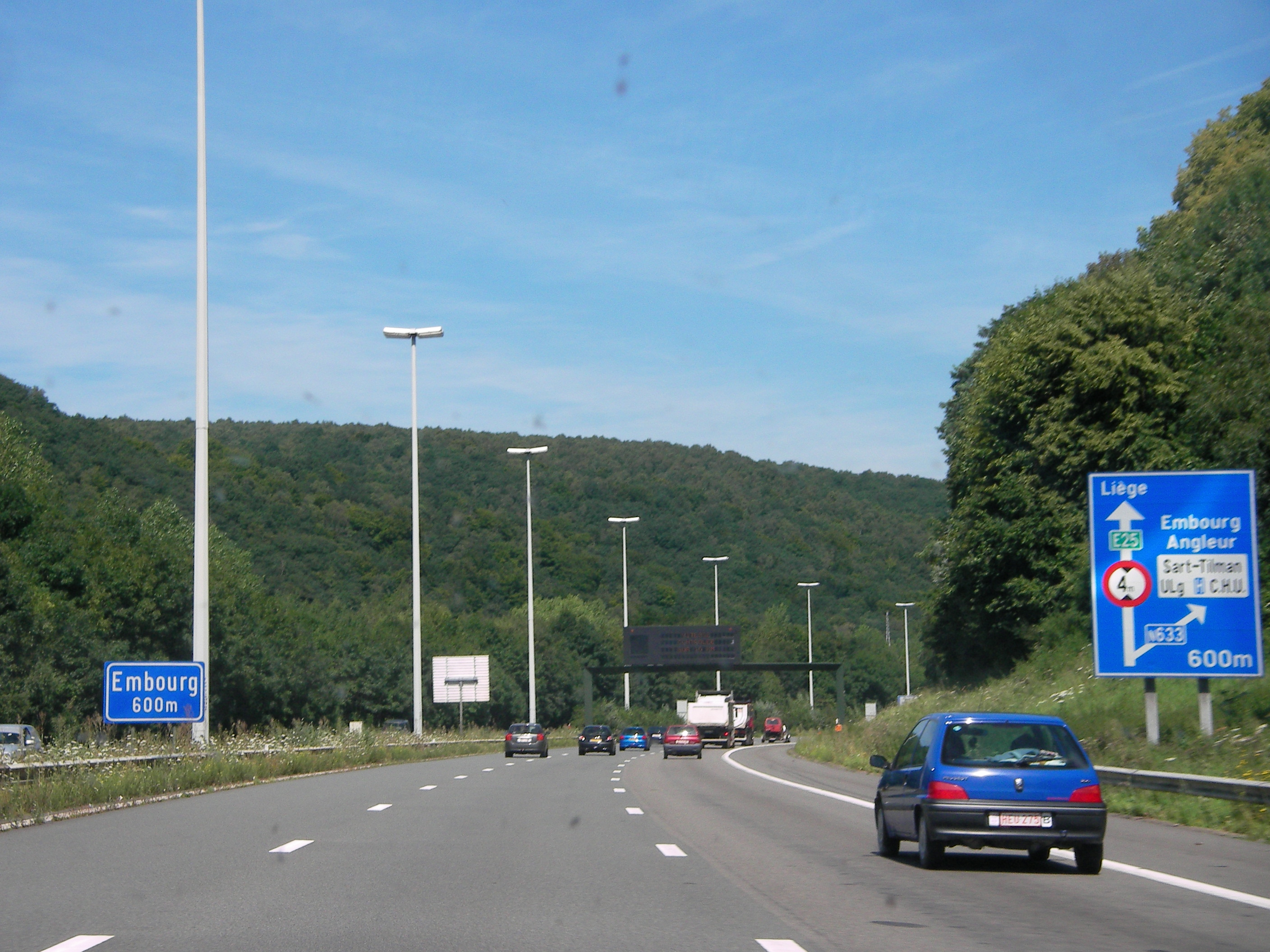
à Angleur près de Liège.

La vitesse maximale autorisée sur les autoroutes belges et portions de routes 2×2 bandes équipées de glissière de sécurité est de 120 km/h sauf indication du contraire. Les routes et autoroutes belges sont gratuites pour tous les usagers. Une proposition visant à faire payer une vignette aux usagers étrangers (les Belges la verraient déduite de leur taxe de circulation) est à l'étude mais celle-ci est de plus en plus contestée par une très faible minorité au sein du gouvernement et beaucoup moins par la population.
Depuis les années 1988-1989, ce sont les autorités régionales qui ont en charge l'équipement et l'entretien des autoroutes et routes anciennement nationales. Cela peut mener à certaines incongruités sur les routes et autoroutes franchissant plusieurs fois les frontières régionales : les éclairages ont des horaires différents, la langue des fléchages varie, de même pour les revêtements de sol, etc. Par ailleurs, ce système crée parfois des conflits lorsqu'on estime qu'un point de ces routes doit subir des entretiens/modifications et qu'elle se situe à la frontière entre deux régions. Il arrive alors que ces régions se rejettent entre elles la responsabilité des travaux. Le Carrefour Léonard est un exemple connu, se situant à cheval sur la région de Bruxelles-Capitale et la Région flamande (cependant, à la suite de l'accord du 17 juin 1991 entre les trois Régions de Belgique sur les routes dépassant les limites régionales, le carrefour Léonard est géré par la Région flamande).
Particularité belge, les autoroutes sont équipées en continu d'éclairage. En Région flamande, cet éclairage est coupé la nuit durant les heures de faible utilisation (de minuit à 6 heures). Le gouvernement Wallon a décidé d'éclairer ses autoroutes en hiver depuis le 30 novembre 2010[réf. nécessaire]. Le réseau autoroutier belge figure parmi les plus denses d'Europe et a été construit majoritairement entre les années 1960 et 1980. Particularité linguistique, les Belges francophones ont adopté le mot d'origine néerlandaise (mais aussi anglaise) « ring » pour désigner le contournement autoroutier d'une ville (ce que les Français appellent une rocade ou un périphérique). Les principales villes équipées de ring sont Bruxelles (R0 : Ring zéro), Anvers, Charleroi ; d'autres villes ont un contournement partiel tel que Liège. De la même façon, les Belges francophones ont adopté le mot français d'origine néerlandaise berme pour désigner le dispositif (talus, glissière de sécurité) séparant les deux sens de circulation.
Depuis mars 2007, certaines portions d'autoroutes belges sont limitées à 90 km/h lorsqu'on estime avoir atteint un pic de pollution. Les autoroutes sur lesquelles la règle est appliquée sont équipées d'un panneau de signalisation limitant la vitesse à 90 km/h accompagné d'une indication « SMOG ». Par ailleurs, cette règle a créé une série de problèmes lors de son instauration : automobilistes peu informés de l'entrée en vigueur de cette règle, signification du terme « smog » ambiguë (terme pouvant se rapporter au brouillard pour certains, pensant alors que la limitation était imposée en cas de présence de brouillard), panneau de signalisation placé du côté droit de l'autoroute et non au milieu également, première application de la règle moins d'un jour après le placement des panneaux de signalisation, application de la règle au jour le jour et information via les médias uniquement… On estime que, lors des contrôles sur les premières heures de l'application de cette règle, 20 à 30 % des automobilistes ont été pris en flagrant délit en excès de vitesse. Des milliers d'amendes étaient à dénombrer au début de l'application de cette nouvelle règle. Tout ceci a suscité rapidement une série de polémiques.

#### France

Panneau « Autoroute » français

En France, la majeure partie du réseau autoroutier est concédée à des sociétés à capitaux privés, soit 9 048 km sur 11 882 km début 2014.
La première autoroute en France est inaugurée le 9 juin 1946 entre Saint-Cloud et Orgeval (section intégrée désormais dans l’A13).

##### Sociétés d'exploitation
Depuis plusieurs années, l'État se désengage progressivement de ces sociétés :
- En 2002, l'État met sur le marché 49 % du capital des Autoroutes du Sud de la France (ASF).
- En 2004, la Société des autoroutes du Nord et de l'Est de la France (Sanef) et la Société des autoroutes Paris-Rhin-Rhône (APRR) font à leur tour l'objet d'une privatisation partielle.
- Le 13 décembre 2005, l'État annonce la vente de sa participation restante dans les trois sociétés ASF, Sanef et APRR, vente qui sera conclue en 2006 :
  - Le groupement Eiffarie (Eiffage associé au fonds australien Macquarie) a repris le groupe APRR (APRR et AREA).
  - VINCI a pris le contrôle du groupe ASF (ASF et Escota), dont il détenait déjà 23 % du capital.
  - Le réseau du groupe Sanef (Sanef, Bip&Go et SAPN) revient au consortium HIT (Holding d’Infrastructures de Transport SAS) dirigé par l'entreprise espagnole Abertis.
- En 2006, VINCI a pris les parts d'Eiffage chez Cofiroute, car Eiffage souhaite tout investir chez APRR. Ainsi, le groupe VINCI Concessions dirige le plus de kilomètres d'autoroutes en France, avec ASF, Cofiroute, Escota et Arcour.

##### Normes autoroutières
Le Code de la voirie routière, reprenant notamment la loi du 18 avril 1955, dote les autoroutes d'un statut juridique particulier. « Les autoroutes sont des routes sans croisement, accessibles seulement en des endroits aménagés à cet effet et réservées aux véhicules à propulsion mécanique » (article L122-1). Rien n'interdit donc d'imaginer une autoroute à voie unique dans chaque sens, même si cela apparaît peu probable (toutefois, certaines routes - telles que certaines sections de la Route Centre-Europe Atlantique, de l'A623 ou de l'A85 à Langeais -, rappellent par leur aménagement l'aspect de cette hypothétique autoroute à 2×1 voies même si elles n'en portent pas le statut, seule exception faite de l'A51 Marseille-Grenoble entre Pont de Claix et le col de la Croix-Haute). Les bretelles d'accès sont en particulier à voie unique ; la situation voie unique peut également exister en cas de neige ou de travaux. Des voies rapides telles que les routes limitées à 110 km/h ou les boulevards périphériques de Paris et de Lyon présentent certaines caractéristiques des autoroutes sans en posséder le statut légal (la règle de la priorité à droite est notamment conservée pour le périphérique parisien).
Contrairement à la voirie de droit commun, les riverains ne bénéficient pas d'un droit d'accès ; les points d'échanges sont limités et sans croisement. Seules certaines catégories de véhicules y ont accès (en sont notamment exclus les piétons, les cycles, cyclomoteurs, voiturettes, ainsi que les quads même lourds, et d'une façon générale les véhicules non motorisés ou particulièrement lents, cf. l'article R421-2 du code de la route). En principe, le domaine public autoroutier est réservé au seul usage routier, ce qui y interdit l'installation de câbles, conduites ou pylônes non directement liés à sa mission.

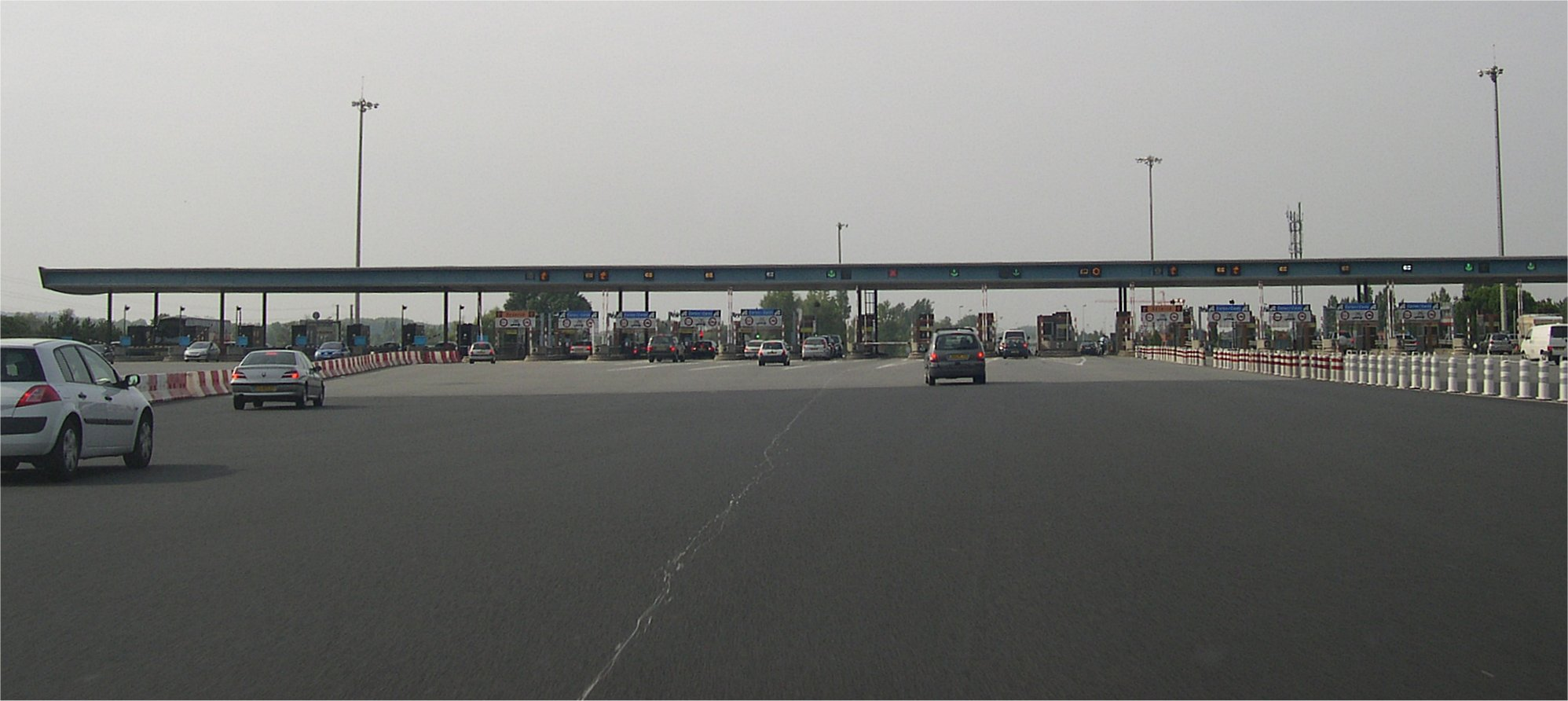
Barrière de péage de Toulouse-Sud, sur l'A61

Le système autoroutier français est en grande partie à péage. En 2017, il comporte 11 618 kilomètres d'autoroutes. Les péages sont basés sur un forfait ou sur la distance parcourue.
En France, selon l'article R413-2 du Code de la route, la vitesse maximum est fixée à 130 km/h en rase campagne (110 km/h par temps de pluie, 50 km/h en cas de brouillard dense) ; c'est l'une des vitesses limite les plus élevées d'Europe et d'Amérique du Nord.
La vitesse est limitée à 110 km/h dans les zones urbaines et dans certaines sections de tracé plus difficiles (100 km/h par temps de pluie), voire à 90 km/h dans certaines zones, comme le périphérique de Toulouse et même 70 dans des zones sensibles (virages très serrés, zone urbaine très dense). On peut trouver une section limitée à 80 km/h sur l'A75 sur une dizaine de kilomètres dans le secteur du Pas de l'Escalette en raison de ses courbes et de sa forte déclivité, une autre à 100 km/h sur l'A62 autour d'Agen en raison de ses courbes et une à 120 km/h sur le dernier kilomètre de l'A2 avant la frontière belge où les autoroutes sont limitées à 120. Cependant, la section de l'A63 entre Bordeaux et l'échangeur d'Arcachon n'a plus de vitesse limitée fixe, mais variable selon le trafic affiché sur les panneaux électronique en raison des conditions de circulations difficiles.
La vitesse minimale sur la voie la plus à gauche est fixée dans les conditions normales à 80 km/h. La circulation et le stationnement sur la bande d'arrêt d'urgence ou sur la bande centrale sont interdits (art. R412-8 et art. R421-5 du Code de la route), sauf en cas de nécessité absolue (panne mécanique importante ne permettant pas de rejoindre l'aire de repos ou la sortie la plus proche ou malaise d'un passager), évitement d'un accident (art. R421-7) et véhicule d'intervention d'urgence. Il est également interdit de faire demi-tour ou marche arrière (y compris aux barrières de péage).

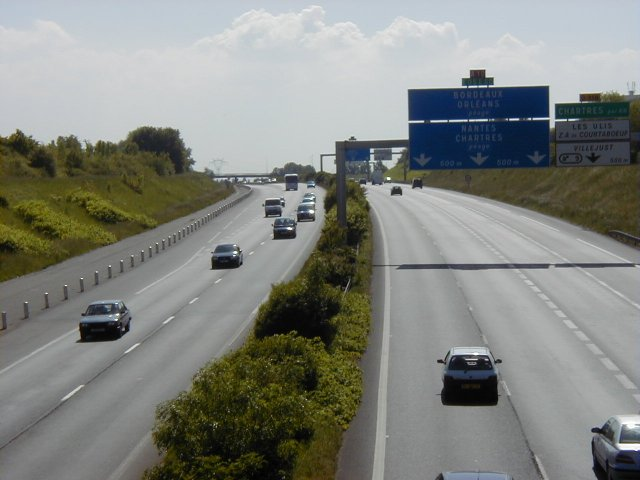
Autoroute A10, desservant le Sud-Ouest de la France au départ de Paris

La construction et l'entretien du réseau autoroutier français sont assurés :
- par les services de l'État (Direction interdépartementale des Routes) pour le réseau non concédé (12 000 km d'autoroutes et de routes nationales)[33] ;
- par des sociétés concessionnaires, privées ou d'économie mixte, pour le réseau concédé (9 200 km)[34].

##### Historique
La première liaison autoroutière française a été inaugurée en 1941 entre Saint-Cloud et Orgeval aujourd'hui devenue A13. Mais le réseau autoroutier français a été lent à se développer. La première liaison d'envergure fut celle de l'axe Nord-Sud (Lille-Paris-Lyon-Marseille), inaugurée en octobre 1970 par le président de la République, Georges Pompidou qui résuma le rôle de l'autoroute avec lyrisme : « L’autoroute doit être continue comme le réseau sanguin, elle doit irriguer sans interruption sous peine que se constituent des goulots d'étranglement qui ôteraient l'essentiel de la vitalité économique. L'autoroute doit être liée aux pays étrangers. L'autoroute est un instrument de travail mais aussi un instrument de libération. Elle a donné la possibilité à l'homme d'échapper aux contraintes des transports en commun, de partir quand il veut, pour, et où il le veut. Elle lui a permis de retrouver la géographie de son pays et son histoire ».

##### Numérotation
La numérotation des autoroutes françaises est en place depuis 1966 par la lettre A ; d'autres lettres de B à H ont été utilisées jusqu'en 1982. Auparavant, ce sont des noms en rapport avec les régions traversées qui ont servi à les identifier, système abandonné puis repris en 1973 en tandem des numéros déjà attribués aux autoroutes.
Elle regroupe les autoroutes selon la région. Les autoroutes A1 à A20 constituent le réseau primaire rayonnant à partir de Paris vers les principales villes françaises et les capitales étrangères. Certaines comme l'A2, l'A11 ou l'A12 s'embranchant respectivement sur d'autres.
Organisation de la numérotation
- Les 2x (à l'exception de l'A20) sont situées dans le nord ;
- Les 3x au nord-est ;
- Les 4x dans la région Rhône-Alpes (sauf une petite partie de l’A40 en Bourgogne, au départ de Mâcon) ;
- Les 5x en Provence-Alpes-Côte d'Azur (sauf une partie de l’A51 Grenoble-col du Fau et une partie de l’A54) ;
- Les 6x dans le sud-ouest ;
- Les 7x dans le centre du pays ;
- Les 8x à l'ouest à l'exception toutefois de l'A86 (second périphérique parisien) et de l'A89 (Lyon-Bordeaux) ;
- Les 9x ont été utilisées pendant un temps en Normandie ;
- Les numéros à quatre chiffres (1xxx) ont été abandonnés en 1999.

#### Italie

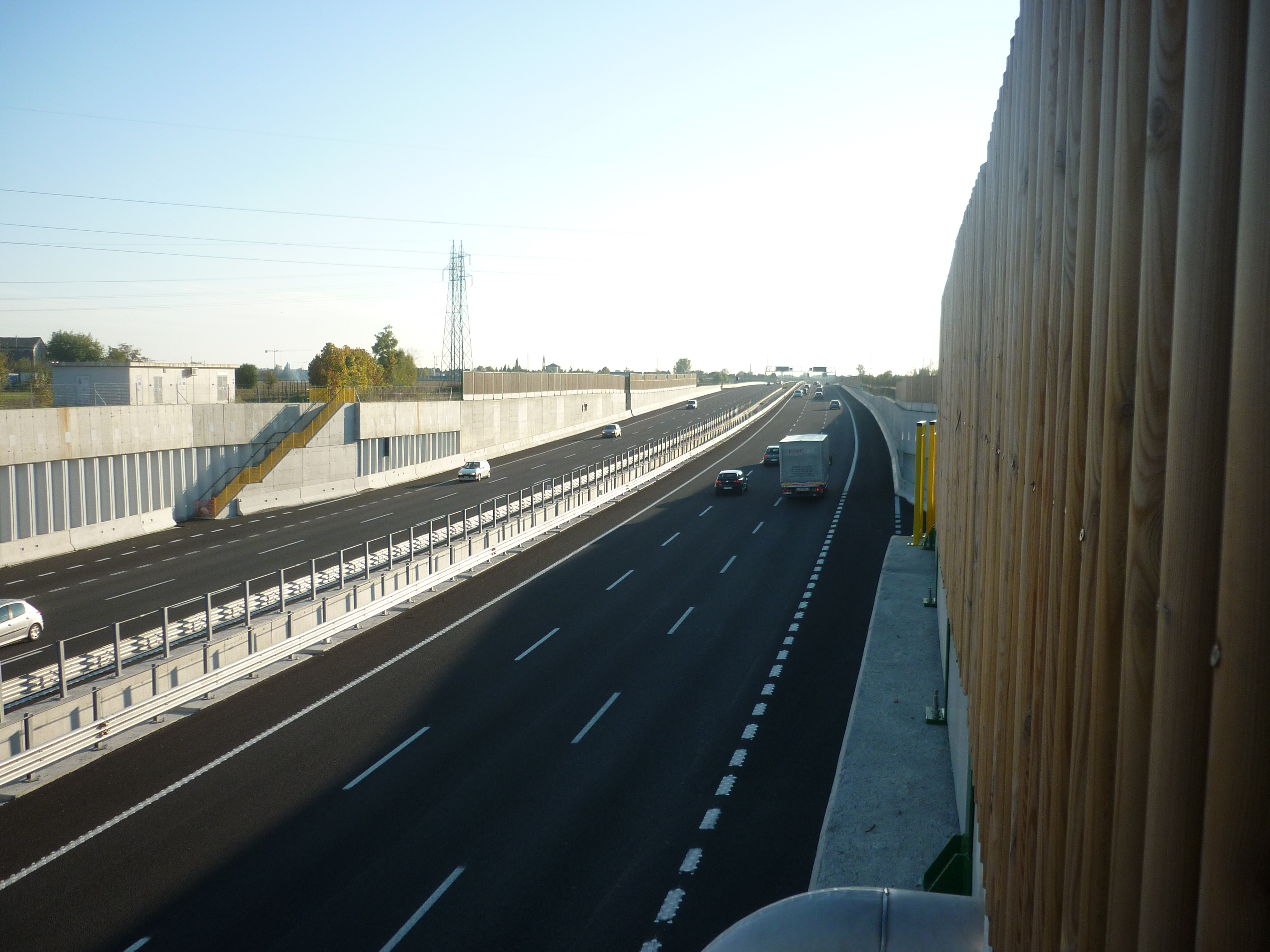
L'autoroute A4 près de Venise

L'autoroute est un concept italien mis au point au début des années 1920. Le premier tronçon d'autoroute, l'autoroute des Lacs, fut inauguré le 22 septembre 1924 entre Milan et Varèse, soit 85 km.
L'Italie applique la limitation à 130 km/h (110 km/h en temps de pluie). Il n'y a aucun tronçon limité à 150 km/h, mais la législation italienne autorise les concessionnaires autoroutiers à élever leurs limitations de vitesse sur des zones où les conditions de sécurité sont suffisantes pour rouler à 150 km/h.
Ce réseau d'autoroutes se complète localement de voies rapides importantes comme la FI-PI-LI en Toscane entre Florence, Pise et Livourne.

#### Luxembourg
La vitesse limite sur les autoroutes luxembourgeoises est de 130 km/h (110 km/h par temps de pluie). Elles sont entièrement gratuites.
Les stations-services des autoroutes luxembourgeoises sont remarquables en raison de leur taille.
- La station de Berchem[37], par exemple, est celle qui détient le record européen de débit de carburant sur l'année. Elle nécessite d'être réapprovisionnée trois fois par jour lors des grands week-ends de chassés-croisés des vacances.
- La station de Wasserbillig[38] est la plus grande d'Europe par sa surface au sol.

Les autoroutes luxembourgeoises sont de très bonne qualité, très bien entretenues, éclairées et surveillées par vidéo. Cependant, en raison du coût élevé du terrain et de l'absence de loi sur l'expropriation au Luxembourg, certaines sorties ou bandes d'accélération sont étonnamment courtes et donc trompeuses pour les conducteurs non avertis.
Le prix des carburants est identique dans toutes les pompes au Luxembourg, que ce soit sur autoroute ou non, à l'exception de quelques rares marques indépendantes de grands groupes pétroliers.

#### Pologne
Les autoroutes (autostrady) polonaises sont en parties payantes (panneau « płatna »). Les péages se situent sur les portions de l'autoroute A2 Nowy Tomyśl-Poznań-Konin (trois péages de 13 PLN, soit au total 39 PLN), ainsi que sur la portion de l'autoroute A4 Katowice-Cracovie (deux péages de 8 PLN, soit au total 16 PLN). Elles sont limitées à 140 km/h. Les voies rapides à chaussées séparées (drogi ekspresowe) sont gratuites, et limitées à 120 km/h.
Les autoroutes sont habituellement à deux fois deux voies avec bande d'arrêt d'urgence. Dans les contournements de grandes villes comme Wrocław ou Katowice, la vitesse peut être limitée à 110 km/h, voire à 100 km/h.

#### Suisse

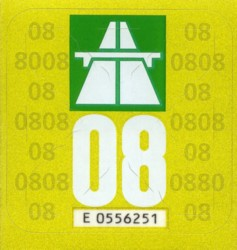
Vignette de 2008

Les autoroutes sont normalement à deux fois deux voies avec bande d'arrêt d'urgence. Les sections autour de quelques villes sont à deux fois trois voies. La vitesse est limitée à 120 km/h au maximum ; les contournements des villes sont généralement limités à 100 km/h ou 80 km/h ; les tunnels sont généralement limités à 100 km/h (unidirectionnels) ou 80 km/h (bidirectionnels).
Certaines portions d’autoroutes ont été conçues dès leur construction pour servir également de pistes d’atterrissage aux avions militaires.
Une vignette autocollante annuelle de 40 CHF est obligatoire sur tous les véhicules et remorques (une voiture tractant une caravane doivent donc avoir chacune leur vignette). pour emprunter toute section d'autoroute ou de semi-autoroute, sauf exonération définie par la loi. La vignette est valable du 1er décembre de l'année précédente au 31 janvier de l'année suivante (pour la vignette 2014 : du 1er décembre 2013 au 31 janvier 2015). Elle doit obligatoirement être collée sur le pare-brise et n'est pas transmissible.
Depuis le 1er Août 2023, les conducteurs peuvent demander une vignette électronique en commandant sur le site en question, dans ce cas là ce sera la plaque d'immatriculation qui fera office de vignette, à partir de chaque 1er décembre de l'année en cours, ils peuvent demander pour l'année suivante.
Un conducteur circulant sur l'autoroute sans vignette écopera d'une amende de 200 CHF et devra acheter la vignette.

### Océanie
- Liste des autoroutes de l'Australie
- Liste des autoroutes de la Nouvelle-Zélande

## Sécurité
Les autoroutes ont été conçues pour assurer une sécurité maximale dans le respect des règles absolues du code de la route (notamment de vigilance, d'attention, de distances de sécurité, de contrôles et de signalement avant de déboiter, de respect des priorités et de courtoisie). Outre les éléments déjà évoqués — pas d'intersection, chaussées séparées, large rayon de courbure, voies d'insertion et de décélération longues, présence d'une bande d'arrêt d'urgence — notons :
- la présence d'une aire de repos toutes les cinq minutes de trajet (environ tous les 10 km), permettant de s'arrêter et de réduire le risque de fatigue ; et toutes les demi-heures (tous les quarante kilomètres environ)[réf. nécessaire], d'une aire de service regroupant aire de repos, station-service, boutique et cafétéria ou restaurant ;
- la présence tous les deux kilomètres d'une borne d'appel d'urgence reliée en permanence aux services de secours ; certaines bornes sont également munies de feux à éclat clignotant (flashs) s'allumant lorsqu'un accident est signalé dans la zone ;
- des patrouilles régulières de véhicules de protection et de balisage des sociétés d'autoroute (ou de fonctionnaires pour les autoroutes non concédées) ;
- d'une fréquence radio (par exemple 107,7 MHz en France) émettant un programme d'information sur le trafic (embouteillage, accidents, obstacles signalés) sur tout le réseau soumis à péage ;
- de panneaux d'affichage lumineux dynamiques pouvant annoncer les événements exceptionnels (embouteillage[45], prévision de chutes de neige, véhicule à contresens…) ;
- les jours de grand départ, des manifestations de détente, de prévention et de sensibilisation sont organisées sur les aires de repos.

| Allemagne | 3,8 | 12,4 | 48 710 | 31 % | Aucune limitation pour 66,5% du réseau sur les 11 980 kilomètres de réseau autoroutier que compte le pays (130 km/h recommandé) De 100 km/h à 120 km/h selon les routes pour le reste du réseau. |
| Autriche | 5,9 | 13,4 | 30 077 | 23 % | 130 km/h (140 en expérimentation sur deux tronçons en 2018) |
| Danemark | 3,0 | 11,9 | 29 454 | 25 % | 130 km/h |
| États-Unis | 5,2 | 10,7 | 39 634 | 24 % | de 95 km/h à 130 km/h, selon les États |
| Finlande | 1,4 | 8,3  | 22 780 | 10 % | 120 km/h |
| France | 4,0 | 12,8 | 31 979 | 21 % | 130 km/h (110 km/h en cas de pluie et sur certaines portions autoroutières) |
| Grèce |     |      |        |      | 120 km/h (130 km/h sur certaines portions autoroutières, notamment sur l'A2 entre Thessalonique et Igoumenitsa)                                                                                  |
| Irlande | 7,4 | 11,0 | 26 730 | 4 %  | 120 km/h |
| Japon | 4,0 | 11,9 | 26 152 | 9 %  | 100 km/h |
| Pays-Bas | 2,1 | 11,7 | 66 734 | 41 % | 120 km/h (130 km/h sur certaines portions autoroutières, notamment sur l'A16 entre Breda et Dordrecht)                                                                                           |
| République tchèque | 9,9 | 34,3 | 25 714 | 11 % | 130 km/h |
| Royaume-Uni | 2,0 | 9,3  | 85 536 | 23 % | 112 km/h (70 mph) |
| Slovaquie | 8,1 | 18,7 | 15 643 | 19 % | 130 km/h |
| Suède | 2,5 | 9,9  | 24 183 | 21 % | 110 km/h (120 km/h sur certaines portions autoroutières) |
| Suisse | 2,8 | 11,8 | 43 641 | 33 % | 120 km/h |
| Source : IRTAD – Base de données Internationale sur la Circulation et les Accidents Routiers, Groupes de référence sélectionnés en 2003 et Données sélectionnées en 2003. |     |      |        |      | |

La sécurité de circulation sur les autoroutes dépendent de la densité de circulation.
Nombre de millions de kilomètres parcourus par mort en fonction de la densité de trafic dans les pays européens dont le réseau d'autoroute est supérieur à 2 000 kilomètres.
Pour des raisons techniques, il est temporairement impossible d'afficher le graphique qui aurait dû être présenté ici.

Nombre de tués par millions de kilomètres parcourus en fonction de la densité de trafic dans les pays européens dont le réseau d'autoroute est supérieur à 2 000 kilomètres.
Pour des raisons techniques, il est temporairement impossible d'afficher le graphique qui aurait dû être présenté ici.

Il semblerait que la densité du trafic induise une réduction de vitesse qui elle-même entraîne une réduction de tués par million de kilomètres parcourus.
| Allemagne                                 | 13 039 | 249 467   | 396   | 1,6 | 52 419  |
| États-Unis                                | 77 879 | 1 333 509 | 4 724 | 3,5 | 46 912  |
| France                                    | 11 826 | 157 980   | 271   | 1,7 | 36 599  |
| France /péage                             | 8 970  | 96 997    | 154   | 1,6 | 29 626  |
| Japon                                     | 11 630 | 100 840   | 127   | 1,7 | 23 755  |
| Pays-Bas                                  | 5 400  | 72 120    | 76    | 1,1 | 36 593  |
| Royaume-Uni (Grande-Bretagne)             | 3 706  | 110 783   | 104   | 0,9 | 81 907  |
| Angleterre (autoroute conventionnelle)    | 2 575  | 75 026    | 74    | 1,0 | 79 826  |
| Angleterre (smart motorway)               | 466    | 22 379    | 13    | 0,6 | 131 572 |
| Corée                                     | 4 750  | 83 495    | 235   | 2,8 | 48 155  |
| Italie                                    | 5 784  | 84 205    | 236   | 2,8 | 39 866  |
| Source : Statistiques moyennes 2017-2019. |        |           |       |     |         |

## Échangeurs
Le mot « échangeur » est un terme générique qui désigne un échange de trafic dès lors qu'il s'effectue à l'aide de chaussées dénivelées. Il comprend plusieurs types :
- un « diffuseur » comporte au moins une sortie ou une entrée d'une autoroute vers le réseau routier. Il peut être complet (s'il permet d'entrer et de sortir de l'autoroute dans les deux sens) ou incomplet. Un demi-diffuseur comporte une entrée et une sortie en sens inverse.
- une « croix » ou « nœud » lorsqu'il y a distribution de trafic entre deux autoroutes (nœud autoroutier). Il n'est pas toujours possible d'aller dans toutes les directions. Les plus anciennes croix sont construites sur deux niveaux et ont la forme d'un trèfle à quatre feuilles. Toutefois, cette architecture est peu efficace et peut être dangereuse puisqu'elle entraîne des croisements de trajectoire. On lui préfère généralement le « half-stack » à trois niveaux (on ajoute deux voies directes permettant de tourner à gauche). Le « full-stack » à quatre niveaux, souvent présenté comme la formule idéale, n'existe pas encore en France.
- une « bifurcation » permet de passer d'un tronc commun à deux branches. S'il est possible d'aller de et vers chaque branche, on parle de « triangle ».

## Paysage autoroutier

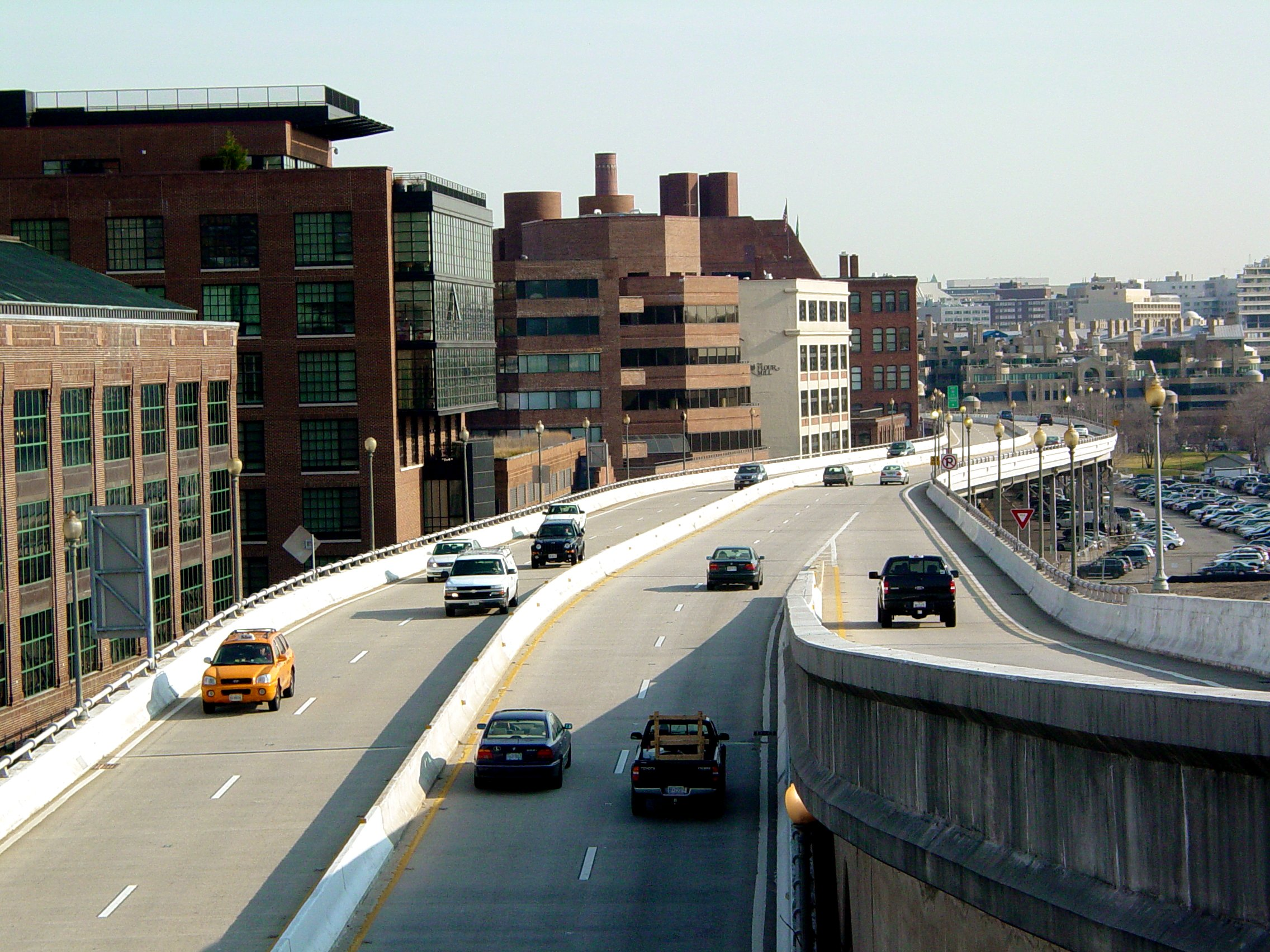
La Whitehurst Freeway de Washington DC, une autoroute surélevée traversant le centre-ville comme l'on en trouve dans toutes les grandes villes américaines.

Les autoroutes traversent, fragmentent et modifient les paysages urbains ou ruraux. Elles offrent des vues sur les paysages qui peuvent être valorisées par l'apport de panneaux indicatifs ou comme atouts régionaux par les aires d'autoroutes qui proposent des produits locaux. L'aménagement des aires est souvent conçu en liaison avec le contexte territorial telle que l'aire d'autoroute d'Hastingues sur l'A64 qui évoque le pèlerinage de Saint-Jacques-de-Compostelle.
La plupart des législations imposent désormais aux aménagements autoroutiers d'essayer de s'insérer au mieux dans le contexte topographique et géomorphologique, et de mieux respecter l'environnement et le paysage, ce que les ingénieurs des sociétés autoroutières s'efforcent de faire. 1 % du montant des travaux doit être réservé pour l'aménagement paysager et le développement touristique et économique local.
Les projets de construction d'autoroute sont cependant souvent sources de polémiques ou de conflits concernant les impacts paysagers et écologiques.

## Production d'énergie
Certaines parties d'autoroutes peuvent ou pourraient être équipées de modules photovoltaïques (ex. : écrans anti-bruit dont le premier en France a été construit en 1995 sur l'autoroute A6 Paris-Mannheim, pour modestement produire 20 kilowatts) et leurs abords pourraient accueillir des éoliennes, éventuellement dans une perspective rifkinienne de troisième révolution industrielle.
Ainsi, pour produire 4 500 GWh éolien à l’horizon 2020 la Wallonie envisage d'implanter 250 éoliennes le long des autoroutes (loin des habitations et en préservant la surface agricole utile), avec des mesures compensatoires pour la faune et la flore. Le dossier serait géré par la SOFICO (autorisée par ses statuts à valoriser commercialement les parties du domaine régional routier et navigable qu'elle gère). Un fonds de compensation est souhaité par le ministre Carlo Di Antonio pour l'environnement. Ce fonds pourrait être alimenté « dans un premier temps par la compensation financière imposée aux promoteurs éoliens » et géré par le département de la Nature et des Forêts du Service public de Wallonie (SPW) pour « créer dans les environs des parcs éoliens, mais en priorité hors de la zone agricole, des espaces propices aux espèces d’oiseaux et de chauves-souris concernés. Les travaux visés sont, par exemple, la création de zones d’hivernage et de repos pour les chiroptères (galeries, cavités souterraines,…), la création de zones de fauchage tardif en bord de route, l’installation de prés fleuris, la plantation de haies ». La production éolienne wallonne pourrait ainsi être triplée (120 mats aujourd'hui).

## Avantages
Par rapport à la distance parcourue, il y a beaucoup moins d'accidents mortels sur les autoroutes que sur les autres routes.
La mise en service d'une autoroute de contournement permet de réduire le trafic de transit dans les villes peuplées.
L’émergence des autoroutes et des infrastructures routières associées réduit la pauvreté en augmentant les échanges commerciaux, en revitalisant l’entrepreneuriat, en abaissant les prix des marchandises et en améliorant les conditions de vie. Les autoroutes ont permis d'étendre les services de santé et d'éducation dans des zones auparavant inaccessibles, ainsi que les services de sauvetage, de réparation et de construction.

## Inconvénients

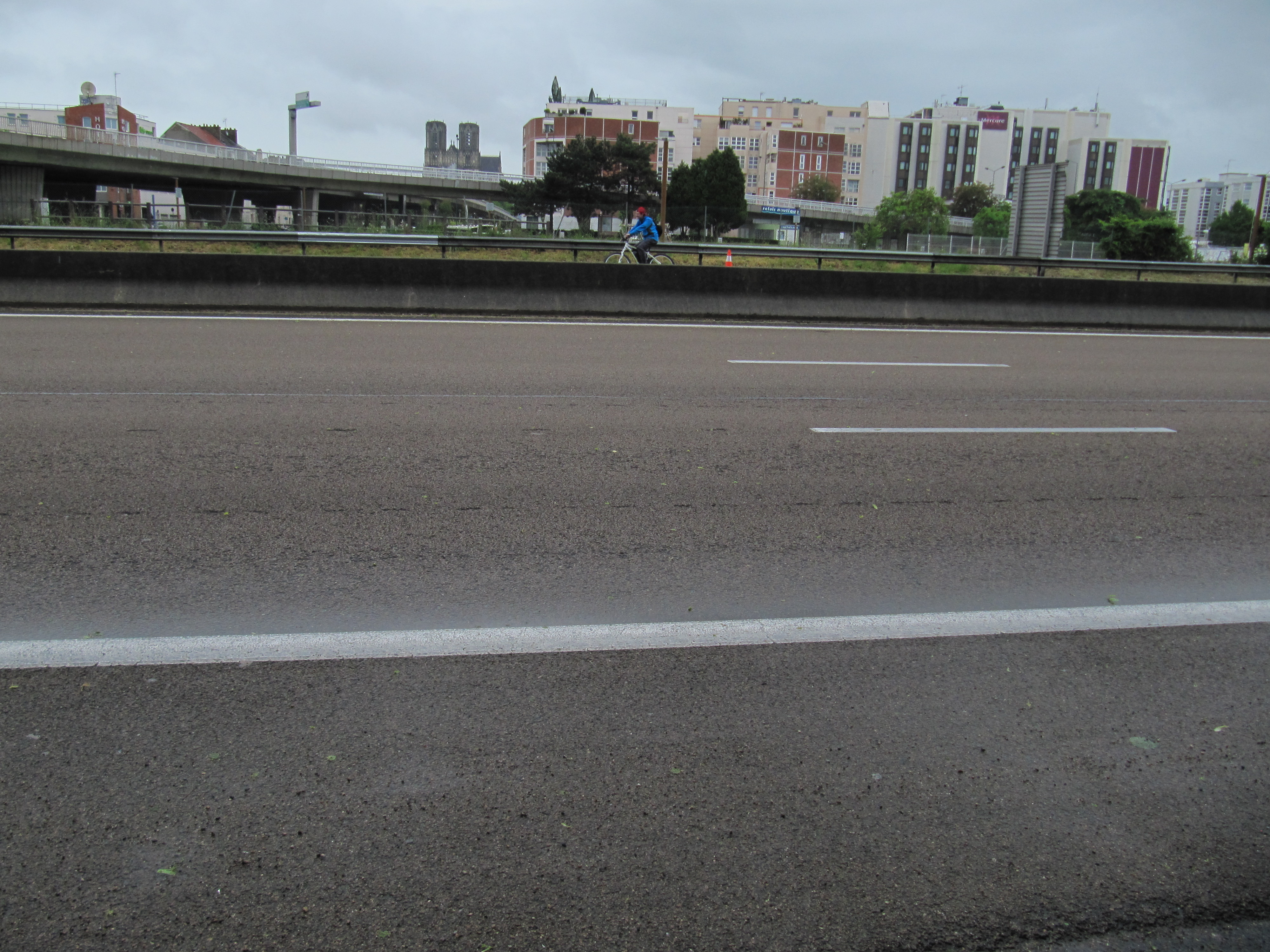
Autoroute urbaine à Reims limitée à 90 km/h et sans éclairage en 2016 (auparavant limitée à 110 km/h et éclairée).

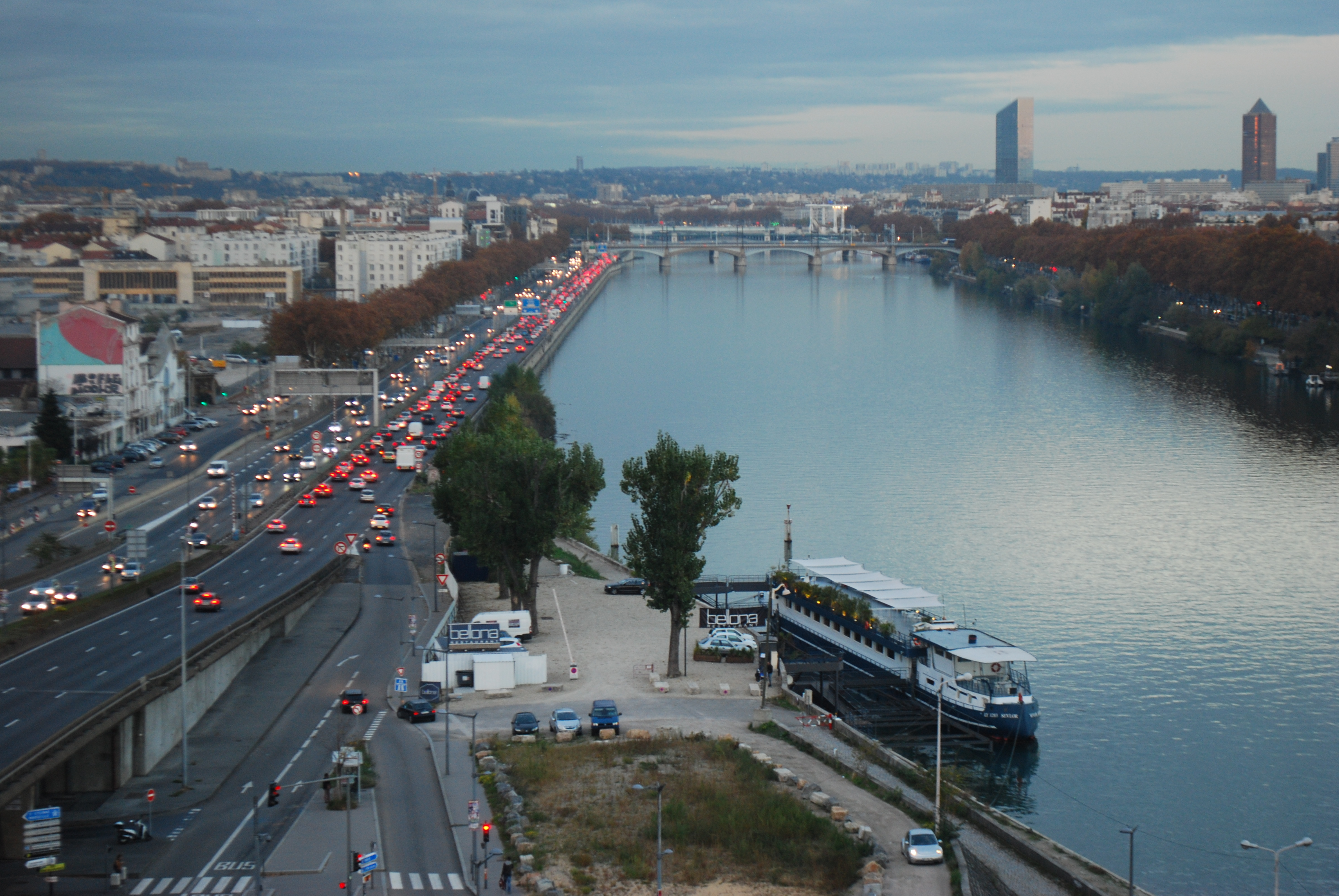
A7 à Lyon limitée en 2015 à 70 km/h (auparavant 90 km/h).

Les autoroutes apportent des nuisances :
- impacts directs sur la faune :
  - mortalité animale due aux véhicules : notamment rapaces nocturnes et mammifères carnivores[51] ;
  - pollution lumineuse[52] ;
  - fragmentation écopaysagère notamment dues aux clôtures antigibier de 1m80 à 2m70 de hauteur qui sont mitigées par des passages à faune[53].
- impacts sur la société :
  - bruit[54], le bruit urbain peut être limité en faisant passer les autoroutes en zones rurales[53] ;
  - problèmes respiratoires et risque cardio-pulmonaire dus à la pollution du trafic routier[55] ;
  - dépréciation des biens immobiliers situés à proximité de l'autoroute[56].

## Autoroute connectée

### En Chine
En Chine, l'autoroute connectée est expérimentée dans la province de Shandong (orient de la Chine). Le projet est conçu pour devenir un centre international d'essai de voiture autonome en 2023.
Dans la province Zhejiang, une autoroute connectée de 161 kilomètres est prévue pour 2022 pour relier les villes de Hangzhou, Shaoxing et Ningbo. elle doit permettre le développement des voitures autonomes et à terme réduire les accidents et d'augmenter la vitesse à 150 km/h ou même, si possibles, de supprimer les limitations de vitesse comme sur les autoroutes allemandes.

### En Corée (du Sud)
La Corée du Sud envisage de doter ses 5 400 kilomètres d'autoroutes du système connecté intelligent transport systems (ITS) d'ici 2024 pour permettre la circulation des véhicules complètement automatisés.

### En Europe
L'autoroute connectée, ou autoroute intelligente, désigne une autoroute dotée de technologies de communication permettant d'adapter la circulation par rapport au trafic. Différents concepts ont été envisagés :
- signalement des véhicules à contresens[61] ;
- information des conditions de conduite (accidents, incidents, état du trafic, météo, alarme)[réf. souhaitée] ;
- détection des équipements bluetooth présents dans les véhicules[réf. souhaitée]

Les messages échangés sont normalisés : embouteillage, accident ou encore risque de collision.
En Europe, le premier standard de communication a été publié en 2014.
Ces informations pourraient être reçues par le véhicule connecté et exploitées par le véhicule autonome qui peut en avoir besoin.

#### Expérimentation sur les autoroutes de la route Amsterdam-Vienne
Dès 2015, une expérimentation internationale européenne a été conduite sur le réseau d'autoroutes qui relient Amsterdam aux Pays-Bas à Vienne en Autriche. Il s'agit d'avertir les véhicules d'un accident ou incident avant qu'ils n'arrivent sur le lieu problématique, leur permettant ainsi de mener les actions nécessaires pour l'éviter.

#### Autres expérimentations transnationales
D'autres expérimentations transnationales sont menées comme le corridor 5GMed entre Figueres et Perpignan, de septembre 2020 à novembre 2023, notamment sur autoroute.

#### Expérimentations en France
- Sur l'autoroute A1 et l'autoroute A2 gérée par une société espagnole, Abertis sont mesurés la congestion, le temps de parcours, la vitesse moyenne, la météo, ce qui permet de connaitre le niveau de saturation[66].
- Sur l'autoroute A4, information des conditions de conduite, entre Strasbourg et Paris[réf. souhaitée].
- Sur l'autoroute A43, information sur les conditions de circulation, notamment chantiers, accidents, obstacles, météo[67].
- Sur l'autoroute A48, communication V2I (V2I) (véhicule-infrastructure), information sur la disponibilité de la Voie réservée aux véhicules à occupation multiple (projet européen C-roads)[67].
- sur l'autoroute A63 des expérimentations sont menées par la société Atlandes depuis 2020[68].

À plus long terme, il est envisagé que des informations puissent circuler dans l'autre sens pour permettre à la société de gestion d'autoroute d'être informée de déclenchement d’un airbag, des essuie-glace à vitesse rapide ou d’un freinage d’urgence si cela affecte les conditions de conduite ou de circulation.
En 2017 en France, est également expérimenté le franchissement de péage par une voiture automatisée et connectée grâce à une communication entre le véhicule et l’infrastructure.
En 2020, le système déployé sur l'A4 pourrait être étendu sur le réseau autoroutier.

#### Expérimentation en Espagne
Fin 2019, sur l'autoroute M45 de Madrid, est installé le projet Smart45 de partage en temps réel d'information sur les incidents, la situation, l'état de la voie et du trafic, cette première expérience doit se poursuivre par une seconde expérience de conduite de véhicule autonome. Les capteurs situés dans la voie disposent également d'un signal lumineux permettant d'avertir le conducteur d'une situation spécifique. Les produits israéliens utilisés ont été primés par un prix.
En 2020, l'Espagne expérimente l'autoroute connectée sur l'autoroute AP7 gérée par Albertis près de Gérone. L'infrastructure de l'autoroute connectée envoie l'information au véhicule également connecté, qui peut l'afficher sur le tableau de bord pour lecture par le conducteur. L'AP7 permet différents scénarios : changement d'affectation des voies, présence de travaux sur l'autoroute et approche de barrages routiers. L'essai est réalisé dans la cadre d'un programme européen qui anticipe l'arrivée du véhicule autonome connecté (VAC).

#### Expérimentation en Autriche
Un opérateur autoroutier autrichien est équipé de divers capteurs pour mesurer ed la donnée comme la température, le nombre de véhicules ou la visibilité dans le brouillard. D'autres capteurs ont été installés le long d'un tronçon autoroutier d'essai d'une longueur de 23 kilomètres : Alp.LAB (sur l'autoroute A2 entre Laßnitzhöhe et Graz ouest) pour enregistrer les données de trafic le plus précisément possible à des fins de recherche, mais aussi pour les véhicules automatisés et connectés (VAC),.

### Royaume-Uni
Le Royaume-Uni veut supporter le véhicule autonome et le véhicule connecté.

### Autoroute connectée et véhicule autonome
Certaines technologies comme le système automatisé de maintien dans sa voie sont prévues pour fonctionner sur les autoroutes.
L'autoroute A4 veut guider le véhicule, notamment à proximité d'un péage, d'une zone de chantier ou d'une restriction de voie, pour le positionner en augmentant sa vision pour une meilleure anticipation.

## Autoroute électrique
La route électrique ou autoroute électrique, ou « eHighway » est une route alimentée en électricité par caténaire, de manière à permettre aux camions équipés en pantographes de rouler avec les deux énergies de manière à réduire la pollution locale.
En mai 2023, la Suède décide de se lancer dans le projet d’ouvrir la première autoroute électrifiée de façon permanente au monde. La date de 2025 est fixée pour son inauguration. L’autoroute choisie est la E20 qui relie notamment Göteborg à Stockholm et ce sera la première partie d’un plan plus vaste ayant pour but d’électrifier plus de 3 000 km de routes suédoises. Mais il reste à décider quelle technologie sera utilisée : caténaire, rail ou induction. En 2016, une route de deux kilomètres à Gävle, dans le centre du pays, a été ouverte et utilisait des lignes électriques aériennes pour permettre aux véhicules lourds de se recharger via des pantographes. Puis un tronçon de 1,6 km à Gotland a été électrifié en utilisant des bobines positionnées sous l’asphalte permettant une charge par induction. Enfin, en 2018, Trafikverket a présenté, sur un tronçon de deux kilomètres, le premier rail de charge au monde sur lequel viennent s’alimenter des camions électriques à l’aide d’un bras mobile. La Suède s’est associée pour ce projet à l’Allemagne et à la France.